# Shirley Chisholm
Pour les articles homonymes, voir Chisholm.
Shirley Chisholm, née Shirley Anita St. Hill le 30 novembre 1924 à Brooklyn (New York) et morte le 1er janvier 2005 à Ormond Beach (Floride), est une personnalité américaine qui commence sa carrière comme enseignante, directrice d'établissement scolaire avant de s'investir dans la vie politique de la ville de New York puis des États-Unis. 
Shirley Chisholm est membre de la League of Women Voters, de la National Association for the Advancement of Colored People (NAACP), de l'Americans for Democratic Action (en), de la Women's Action Alliance, de la sororité Delta Sigma Theta et de la section new-yorkaise de la National Association for Women in Education (en).  
Shirley Chisholm a par ailleurs soutenu Betty Friedan pour la fondation de la National Organization for Women. Elle est également l'une des fondatrices du Congressional Black Caucus, du National Women's Political Caucus (en) et du National Congress of Black Women.
Shirley Chisholm est la première femme afro-américaine élue membre de la Chambre des représentants des États-Unis, où elle siège durant 14 ans.
Shirley Chisholm est également la première femme à gagner une primaire, et donc à participer aux primaires présidentielles du Parti démocrate américain de 1972 (en), ce qui lui permet à la convention du nationale du Parti démocrate de juillet 1972 d'être sélectionnée pour être l'un des candidats du Parti démocrate pour l'élection présidentielle de 1972.

## Biographie

### Jeunesse et formation
Shirley Anita St. Hill naît le 30 novembre 1924, à Brooklyn, un arrondissement de New York, aux États-Unis. Elle est l'aînée des quatre filles de Charles Christopher St.Hill, originaire de la Guyane britannique, un aide-boulanger, partisan de Marcus Garvey et un syndicaliste, et de Ruby Seale St. Hill, une couturière originaire de la Barbade. Ses deux parents font partie des 300 000 Barbadiens qui ont quitté leurs îles pour travailler à la construction du canal de Panama. Dans les années 1920, les époux St. Hill migrent aux États-Unis,,,,,,,,,,.

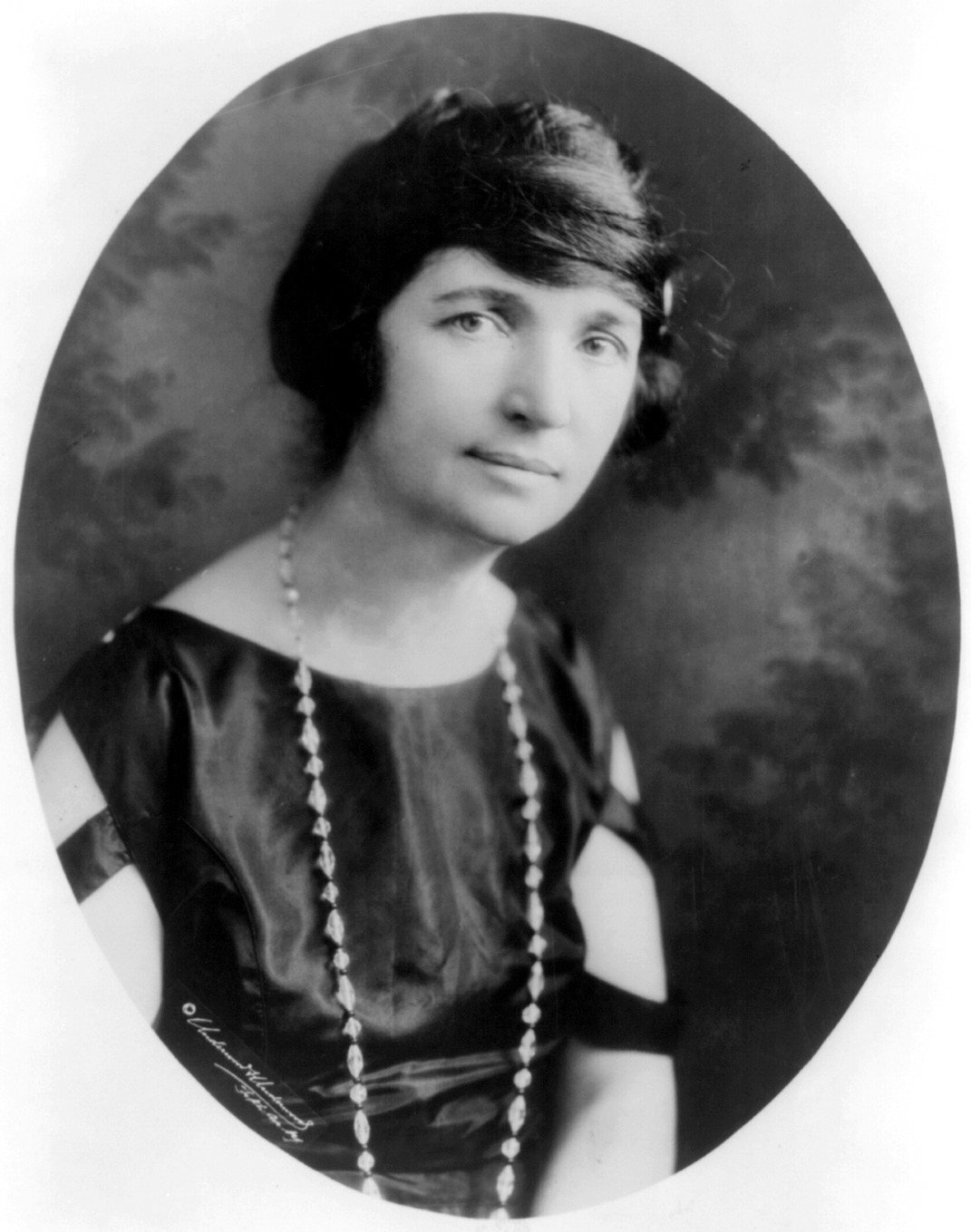
Margaret Sanger.

Durant les années 1930, la famille Hill s'installe à Brooklyn en deux étapes. Dans un premier temps, Charles St.Hill occupe son nouvel emploi, puis dans un second temps son épouse le rejoint pour s'installer dans le quartier de Brownsville. En attendant la stabilisation de leurs revenus, Ruby St. Hill envoie ses filles dans la ferme des grands parents de Shirley Anita St. Hill, située à Vauxhalle (Barbade) ; elles y restent jusqu'en 1934, avant de rejoindre leurs parents à Brownsville. C'est un quartier cosmopolite habité par plus de 200 ethnies différentes, dont des Juifs, des Afro-Américains, des Afro-Caribéens, des Italiens, des Porto-Américains, etc., qui s'entassent dans des bidonvilles et des masures. C'est un quartier connu pour sa tolérance religieuse, ethnique et son esprit contestataire. En 1936, Brownsville élit un membre du tout nouveau American Labor Party pour le représenter auprès de l'Assemblée de l'État de New York. Brownsville est également connu pour la première implantation d'un planning familial aux États-Unis, fondé par Margaret Sanger en 1916. C'est dans cette atmosphère progressiste et féministe que grandit la jeune Shirley Anita St. Hill,,, ,.
C'est avec son entrée en école primaire que Shirley Anita St. Hill découvre une hiérarchie fondée sur la race, les classes sociales et le sexe. Hiérarchie qu'elle combattra tout au long de sa vie. Ses parents tiennent à ce qu'elle devienne une bonne chrétienne ; ils fréquentent l'Église des Frères, une branche des Quakers. Proche de son père, ce dernier lui fait connaître[Quoi ?].
En 1936, la famille St. Hill emménage dans le quartier de Bedford-Stuyvesant, toujours à Brooklyn.

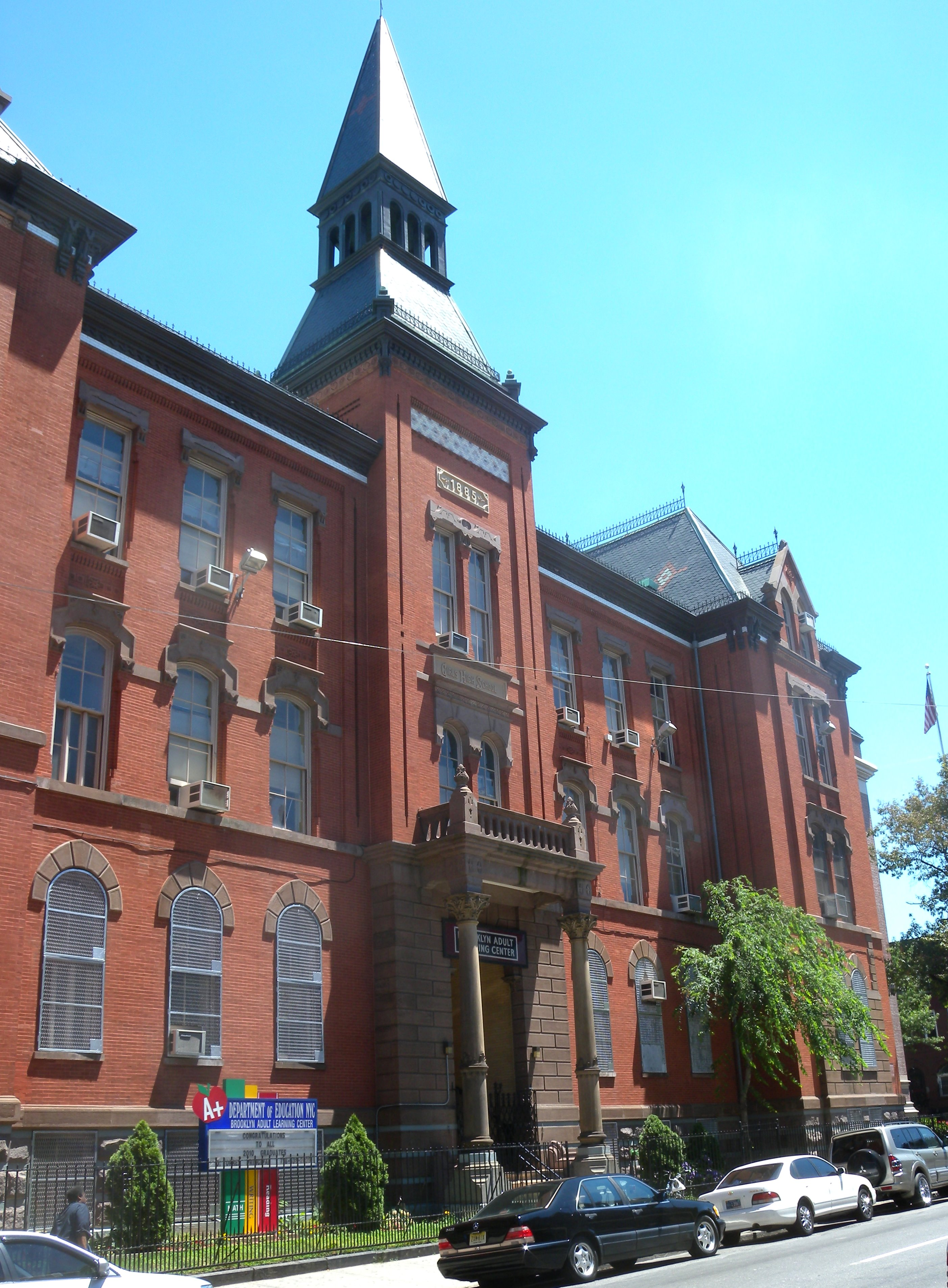
Girls' High School de Bedford–Stuyvesant.

En 1939, la situation financière des St. Hill s'améliore, Charles Christopher St.Hill vient d'obtenir un poste d'agent d'entretien et de gardien d'immeuble, ce qui leur permet de louer un appartement de six pièces. Ruby Seale St. Hill n'est plus obligée de travailler, elle peut se consacrer à l'éducation de ses enfants. Changement qui permet à Shirley Anita St. Hill d'entrer à la prestigieuse Girls' High School (en) de Bedford–Stuyvesant, où elle excelle notamment en français, ce qui lui vaut d'obtenir une médaille et d'être nommée vice présidente de la section locale de la Arista (honor society) (en),,,.

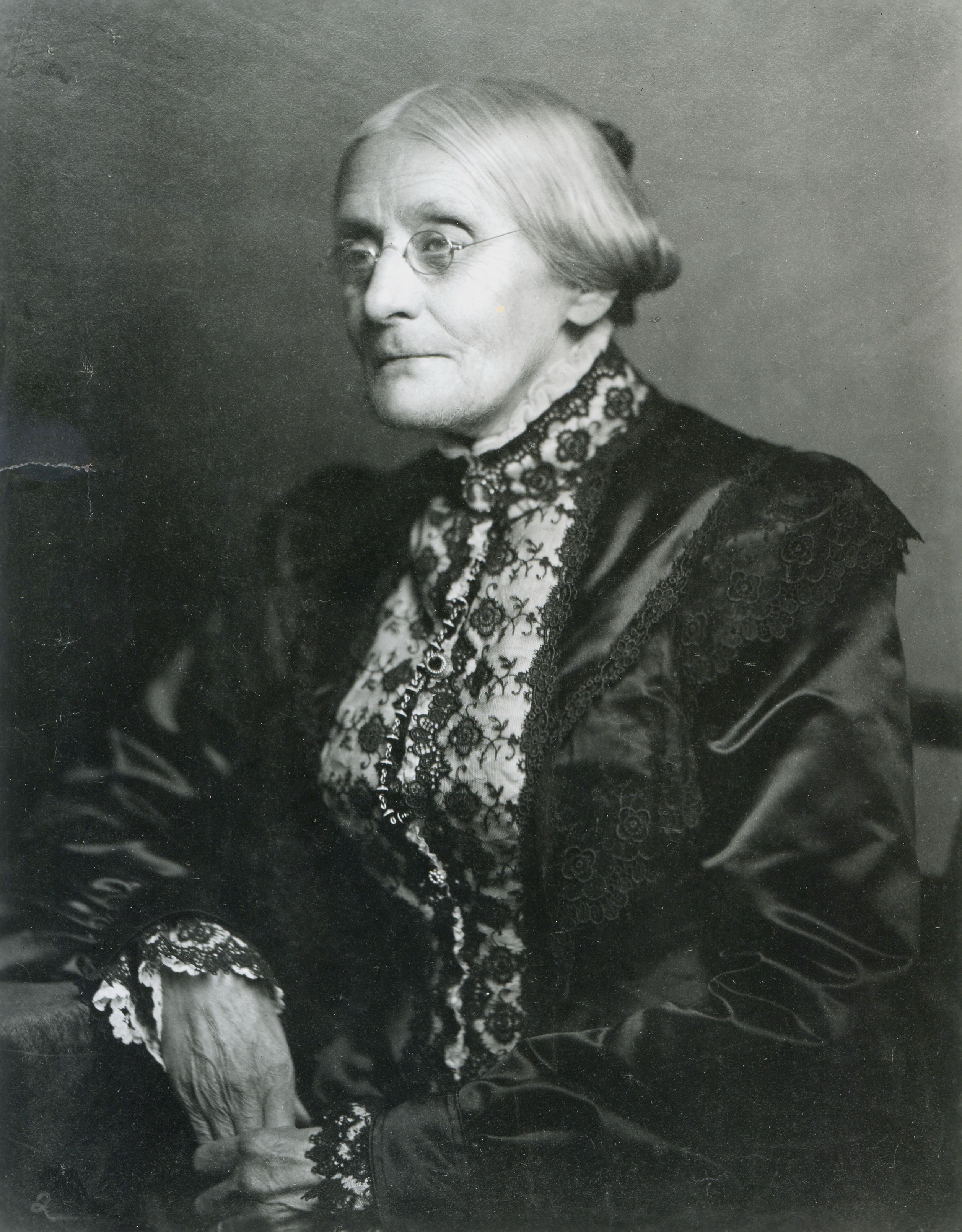
Susan B. Anthony.

Durant ses études secondaires, Shirley Anita St. Hill admire trois femmes : Harriet Tubman, Susan B. Anthony et Mary McLeod Bethune.
En 1942, dans climat dominé par la Seconde Guerre mondiale, après qu'elle a  achevé ses études secondaires, les notes de Shirley Anita St. Hill lui permettent de poser sa candidature au Vassar College ou à l'Oberlin College. Mais ces établissements sont trop éloignés, ses parents ne peuvent pas assumer les dépenses occasionnées. Aussi dépose-t-elle sa candidature au Brooklyn College, qui l’admet. Elle fait partie des soixante étudiantes afro-américaines, pour un total de 10 000 étudiants. Elle choisit comme matière principale la sociologie et comme matière secondaire la littérature espagnole. Pendant ses études, elle s'inscrit à la Harriet Tubman Society, où elle assiste à de nombreuses conférences, notamment celles données par Paul Robeson et Adam Clayton Powell Jr., l'un des premiers Afro-Américains élu à la Chambre des représentants, les questions abordées portent sur les questions de l'intégration des Afro-Américains au sein des forces armées des États-Unis, l'abolition de la peine de mort,, la suppression de la poll tax (en), pratique discriminatoire imposée aux seuls Afro-Américains dans plusieurs États du Sud, pour les empêcher de pouvoir s'inscrire sur les listes électorales et de voter,, etc. Shirley Anita St. Hill se fait également connaître comme étant une redoutable débatteuse. Elle adhère à la section de la National Association for the Advancement of Colored People de Brooklyn ainsi qu'à la section de la National Urban League de Brooklyn. Elle participe à la fondation de la première sororité d'étudiantes afro-américaines IPOTHIA, qui est un acronyme pour In Pursuit Of The Highest In All (« à la poursuite de l'excellence en tout »),,,,,,,.
C'est son professeur de sciences politiques, Louis Warsoff, qui assistant à ses débats voit son potentiel. Interrogée sur ses projets professionnels, Shirley Anita St. Hill lui répond qu'elle envisage une carrière dans le professorat. Ce à quoi Louis Warsoff lui accorde que certes elle ferait une excellente enseignante, mais la questionne : I wonder if you've ever thought of going into politics (« Je me demande si vous avez déjà pensé à faire de la politique ? »), estimant que ses talents de débatteuse ferait d'elle personne politique d'envergure, ce à quoi Shirley Anita St. Hill lui réplique que certes « mais vous oubliez deux choses… je suis noire et je suis une femme ! »,,,.
En 1946, Shirley Anita St. Hill finalise ses études au Brooklyn College par l'obtention d'un Bachelor of Arts (licence) avec la mention cum laude. La même année, les revenus de la famille St. Hill leur permettent d'acheter une maison sur la Prospect Place, située à l'entrée du quartier de Bedford–Stuyvesant,,,,.

### Carrière

#### L'enseignante et responsable pédagogique

##### Mount Calvary Child Care Center

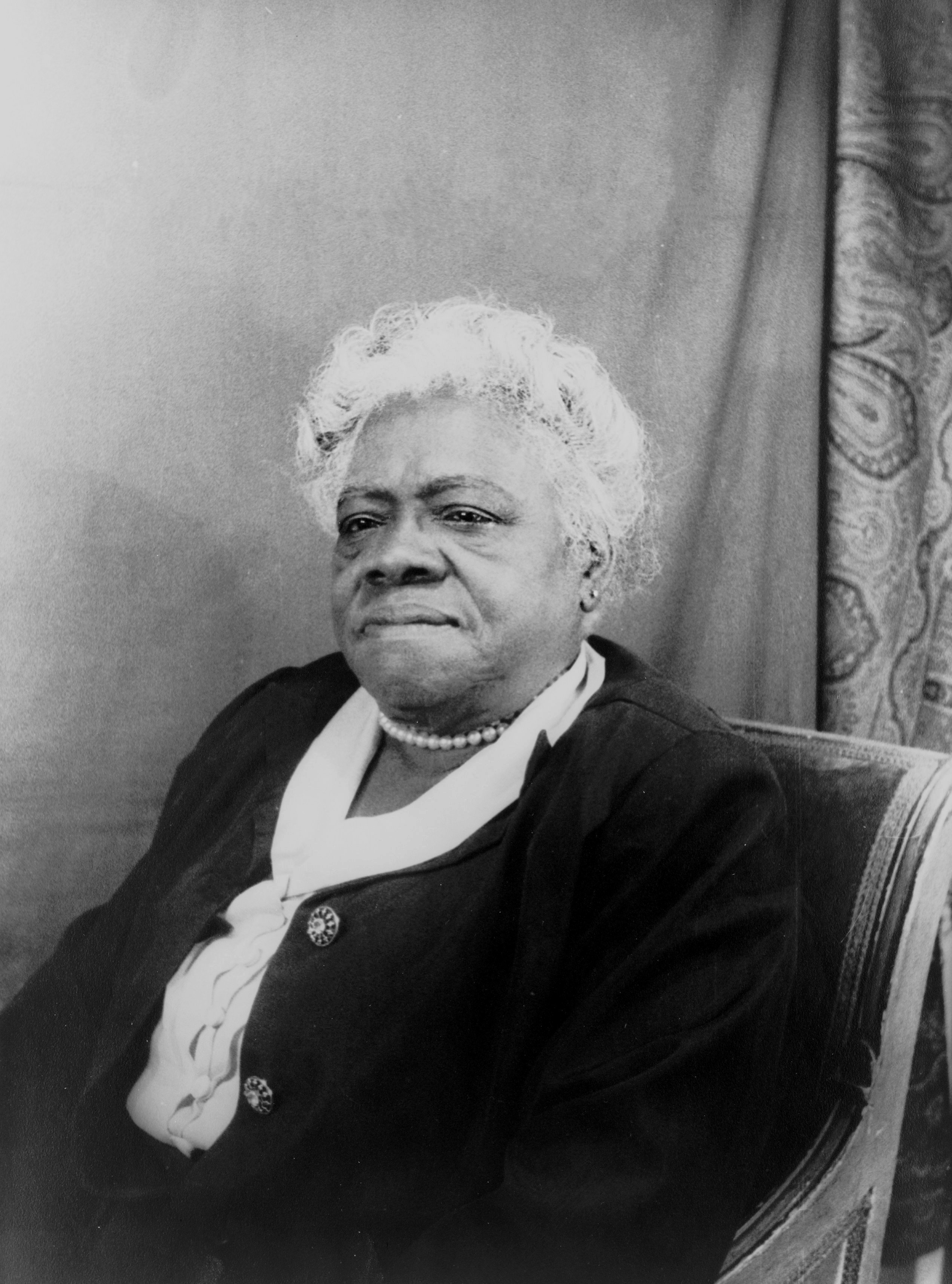
Mary McLeod Bethune.

Shirley Anita St. Hill s'oriente vers une carrière d'enseignante. Elle a pour modèle Mary McLeod Bethune, qui a été conseillère du président Franklin D. Roosevelt, une amie d'Eleanor Roosevelt, et qui a créé une école pour étudiants afro-américains à Daytona Beach en Floride, devenue par la suite l'université Bethune-Cookman. Les difficultés à trouver un emploi et la démobilisation des hommes liée à la fin de la Seconde Guerre mondiale font que les postes d'enseignants sont prioritairement réservés aux hommes. Shirley Anita St. Hill fait le tour des établissements d'enseignement et trouve enfin une place comme aide enseignante au sein du Mount Calvary Child Care Center de Harlem, où elle enseignera de 1946 à 1953,,,.

##### Études au Teachers College de l'université Columbia
Convaincue que sa vocation est dans le domaine de l'éducation de la petite enfance, Shirley Anita St. Hill s'inscrit au Teachers College de l'université Columbia pour suivre un cursus menant à un Master of Arts de pédagogie, qu'elle obtiendra le 7 juin 1951 avec une spécialisation celle de l'éducation des jeunes enfants et de la protection de l'enfance,,,,,.

#### Mariage
Durant ses études, alors qu'elle travaille chez un joaillier de Manhattan, elle tombe amoureuse d'un Jamaïcain, Conrad Chisholm, et malgré l'opposition de sa mère, ils se marient en 1949, et Shirley Anita St. Hill devient Shirley Chisholm. Le couple Chisholm s'installe dans une maison modeste à Brooklyn, non loin de la résidence des parents de Shirley Chisholm,,,,.

#### Directrice d'établissements
En 1953, après avoir fini ses études au Teachers College de l'université Columbia, Shirley Chisholm est embauchée comme directrice d'une crèche à Brownsville, puis en 1954, elle trouve un nouveau poste, comme directrice du Hamilton-Madison Child Care Center situé dans le Lower East Side de Manhattan. Elle dirige 34 salariés qui encadrent entre 130 à 150 jeunes enfants, parmi ceux-ci près de la moitié sont Portoricains et ne parlent que l'espagnol ; elle sait, d’après son expérience, qu'il leur est nécessaire de parler l'anglais pour pouvoir s’insérer dans la vie sociale américaine, aussi encourage-t-elle l'apprentissage de l'anglais. Ses méthodes pédagogiques influencent un nombre croissant d'enseignants,,.

#### Premiers pas dans la vie politique
Wesley McD. Holder, qu'elle connait depuis ses études au Brooklyn College, l'introduit à la vie politique. Shirley Chisholm adhère à l'un des multiples clubs politiques, le Seventeenth Assembly District Democratic Club de Bedford-Stuyvesant, puis elle devient membre du Brooklyn Democratic Party (en). Elle se bat pour faire valoir les aspirations des Afro-Américains et des femmes auprès de ces assemblées composées essentiellement de Blancs. Elle rappelle que les Afro-Américains représentent les deux tiers du quartier de Bedford-Stuyvesant,,,.
En 1953, un poste de juge se libère au sein de la seconde cour municipale aux affaires civiles de Brooklyn, instance qui comprend dans sa zone d'intervention le quartier de Bedford-Stuyvesant. Or les 49 juges aux affaires civiles sont tous des Blancs. Wesley McD. Holder et Shirley Chisholm décident de présenter un juge afro-américain, Lewis L. Flagg. Pour que ce candidat puisse remporter les primaires, il lui faudrait avoir le soutien du Parti démocrate, ce qui n'est pas acquis ; aussi Wesley McD. Holder organise un comité de soutien animé par Shirley Chisholm, qui fait du porte-à-porte pour obtenir les signatures nécessaires pour que Lewis L. Flagg puisse se présenter. Elle mobilise également les diverses organisations afro-américaines locales pour soutenir la candidature de Lewis L. Flagg. Le porte-à-porte et la mobilisation réussissent, Lewis L. Flagg est le premier Afro-Américain élu dans l'histoire de Brooklyn et le rôle de Shirley Chisholm est reconnu comme décisif. Après cette victoire, Wesley McD. Holder et Shirley Chisholm décident de fonder la Bedford–Stuyvesant Political League (BPSL), qui milite pour présenter des Afro-Américains aux différentes élections des instances new-yorkaises et intervenir auprès du maire de New York et du gouverneur de l'État de New York à Albany pour faire cesser les discriminations raciales. Shirley Chisholm quitte le BPSL après des guerres internes ; elle en est évincée par Wesley McD. Holder, qui l'accuse de déloyauté,,,.
En 1959, Shirley Chisholm est recrutée comme consultante auprès de la Division of Child Care Services de l'État de New York. Sa mission consiste à superviser les professionnels des diverses agences, à en créer de nouvelles, à préconiser de nouveaux programmes et à faire la promotion des soins de la petite enfance auprès des différentes instances de la ville de New York et de l'État de New York.

#### Élue à l'Assemblée de l'État de New York

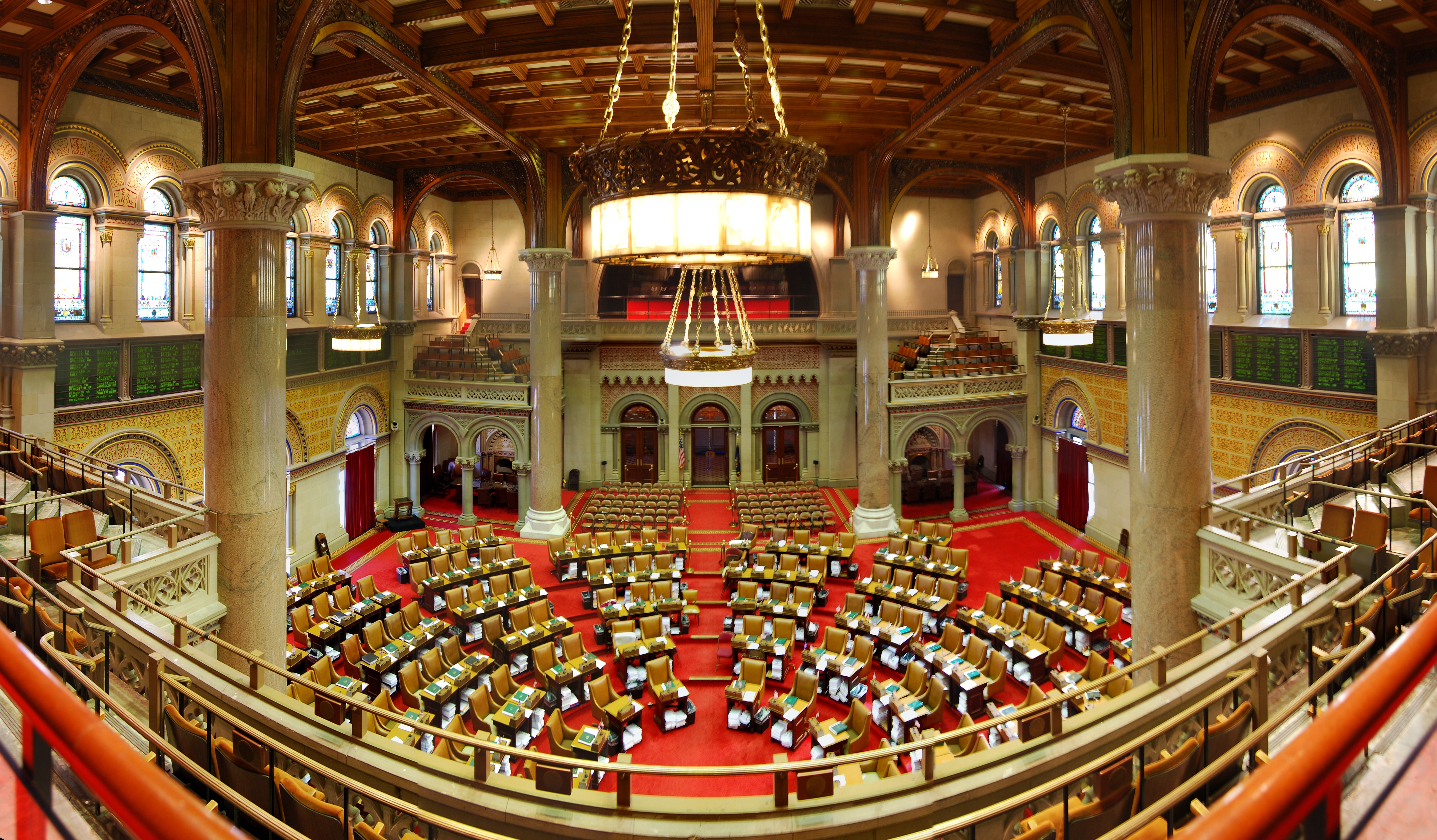
Assemblée de l'État de New York.

Shirley Chisholm est maintenant connue par tous les habitants du quartier de Bedford-Stuyvesant et même au-delà. En 1964, Thomas R. Jones (en), membre de l'Assemblée de l'État de New York, ne se représente pas à un nouveau mandat ; il est élu juge au tribunal des affaires civiles de New York, laissant ainsi une place vacante. Shirley Chisholm, avec l'appui de ce même Thomas R. Jones, se présente pour prendre sa suite afin de représenter le quartier de Bedford-Stuyvesant à l'Assemblée. Sa candidature est critiquée par des membres du Parti démocrate, essentiellement des hommes blancs qui s’interrogent sur les possibilités de réussite d'une femme, de surcroît afro-américaine. Même les hommes afro-américains sont hostiles à la candidature de Shirley Chisholm. Cette dernière, consciente de cela, mène une campagne intense auprès des Afro-Américaines en faisant valoir leurs revendications en matière d'amélioration de la sécurité, d'ouverture d'écoles, d'aires de jeux sécurisées et d'ouverture de supermarchés. Elle s'appuie notamment sur l'organisation afro-américaine Key Women of America. Tant et si bien qu'elle gagne les primaires du Parti démocrate en septembre 1964 contre son opposant Harold Brady, par 4 290 voix contre 1 729 voix. Aux élections finales de novembre 1964, elle bat largement son rival du Parti républicain, Charles Lewis, avec dix fois plus de voix : elle obtient 18 151 voix contre 1 893 voix. Shirley Chisholm devient la première femme afro-américaine élue à l'Assemblée de l'État de New York,.
Shirley Chisholm prête son serment de prise de fonction en janvier 1965.

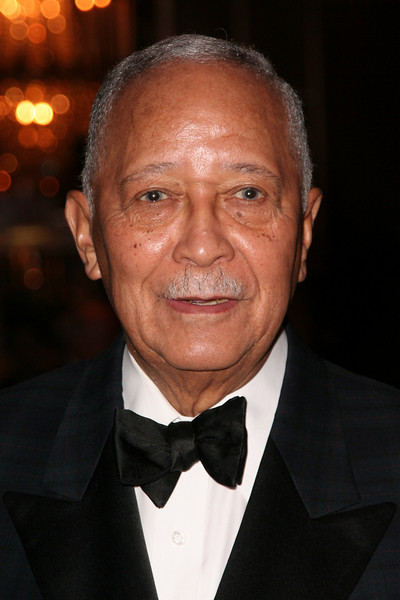
David Dinkins.

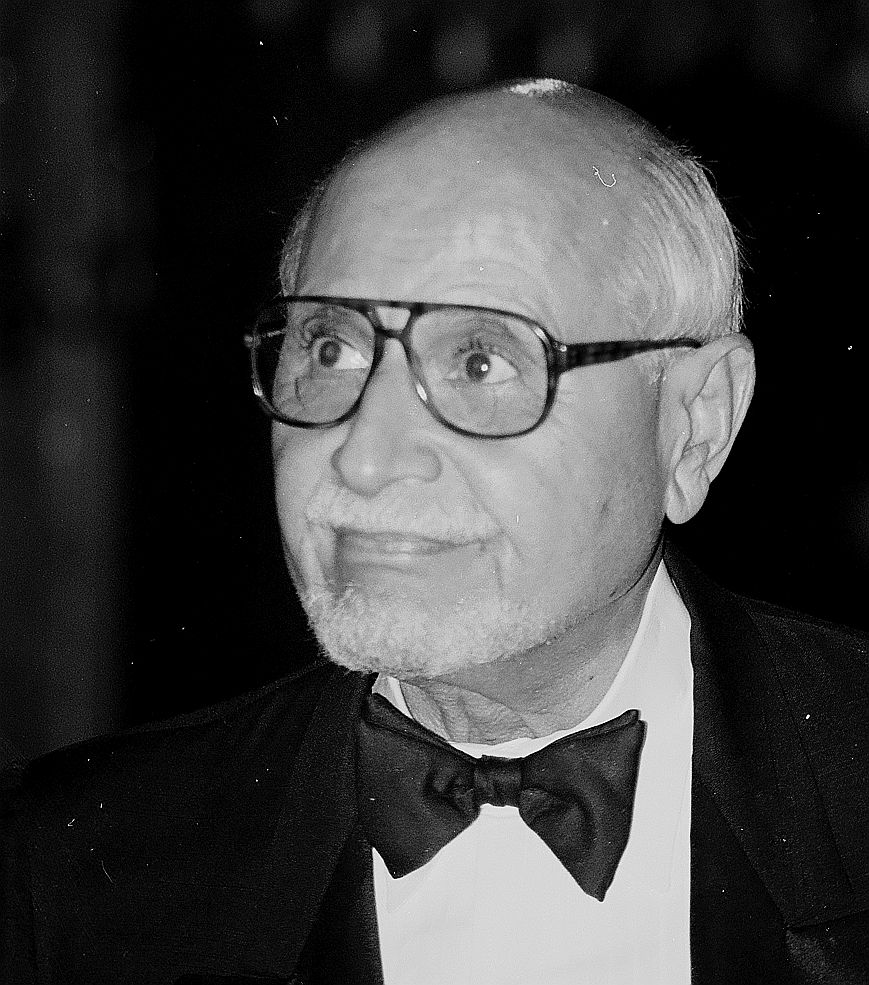
Percy Sutton.

Durant son mandat (1964-1968), Shirley Chisholm soutient la candidature de Robert F. Kennedy au Sénat de l'État de New York et la candidature de Lyndon B. Johnson à l'élection présidentielle américaine de 1964. Elle plaide pour faire avancer la cause des Afro-Américains, des Latinos, des pauvres, des femmes, des jeunes défavorisés et des personnes âgées. Elle travaille avec Percy Sutton, le futur président du borough de Manhattan, David Dinkins, qui sera le premier afro-américain élu maire de New York, Charles Rangel, qui sera élu à la Chambre des représentants des États-Unis, et Basil Paterson, conseiller du maire de New York, qui forment ce qu'on nomme le Gang of Four (Harlem) (en) ou le Harlem Clubhouse, qui sont les figures de proue afro-américaines du Parti démocrate à New York.
Shirley Chisholm, en accord avec le projet de la Grande société du président Lyndon Johnson, présente quinze propositions de loi. Plusieurs de celles-ci sont promulguées en lois, par exemple l'aide aux étudiants issus des minorités afro-américaines et non anglophones à suivre l'enseignement universitaire, que ce soit celui de l'université de la ville de New York ou de l'université d'État de New York, le versement d'une assurance de perte d'emploi pour les domestiques, le maintien du salaire des enseignantes lorsqu'elles sont en congé de maternité ainsi que leur ancienneté. Par ailleurs, elle vote contre les crédits alloués aux manuels des écoles paroissiales, comme étant contraire à la Constitution des États-Unis, qui ne reconnait aucune religion ; en vain, les crédits sont alloués. En 1967, en tant que vice-présidente de la National Organization for Women de New York, elle propose des lois sur l'égalité des droits civiques pour les femmes et le droit à l'avortement, qui n'aboutissent pas,,,.

#### Campagne de l'élection à la Chambre des représentants des États-Unis

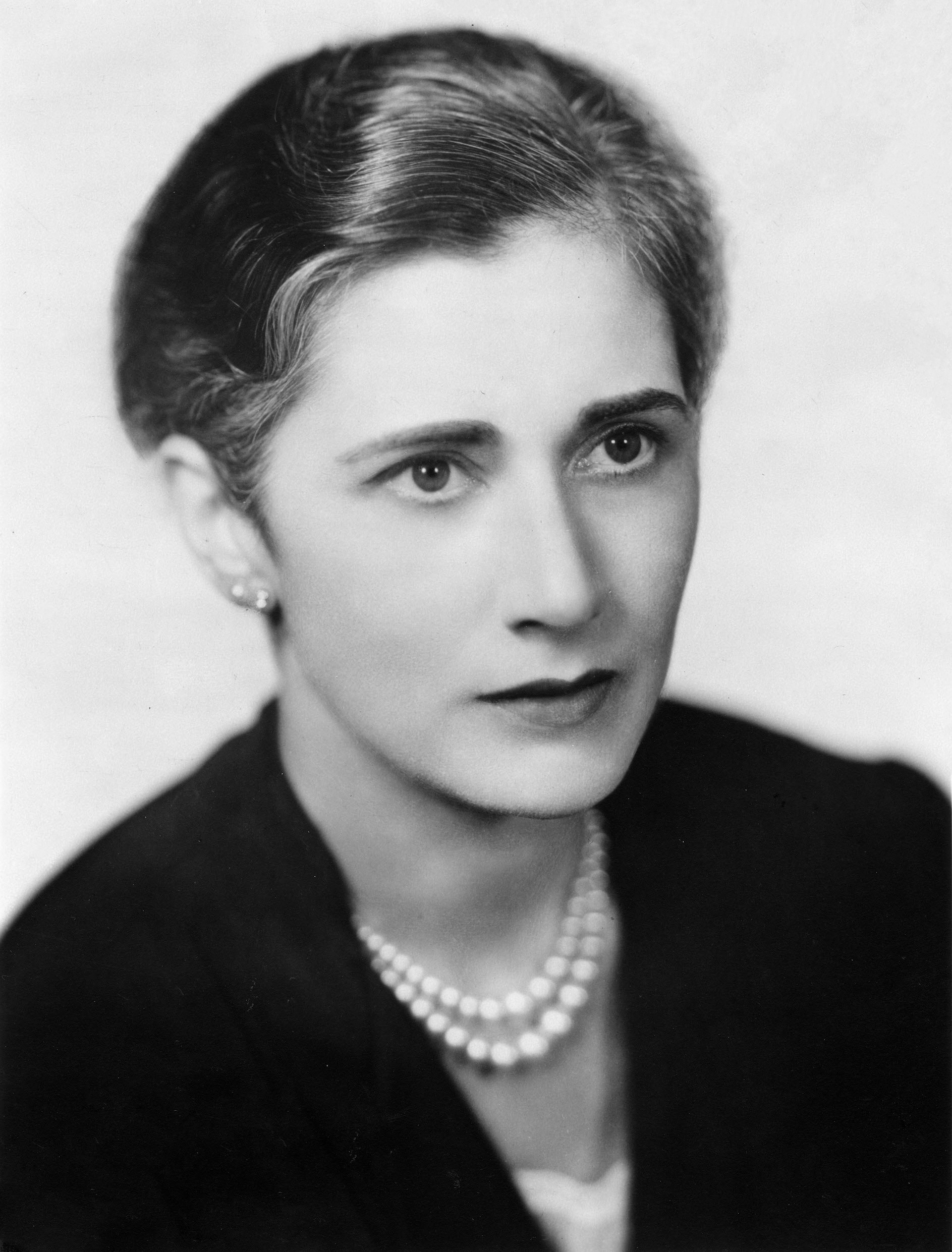
Edna Flannery Kelly.

Shirley Chisholm s’intéresse à la possibilité de poser sa candidature pour la Chambre des représentants des États-Unis. Le redécoupage des circonscriptions congressionnelles de l'État de New York est une opportunité car la recomposition du 12e district congressionnelle de New York inclut désormais le quartier de Bedford-Stuyvesand, ce qui donne une chance à sa candidature face à la démocrate Edna F. Kelly, qui détient le poste depuis le 15 juillet 1949,,,.
En janvier 1968, Shirley Chisholm annonce sa candidature à l'élection primaire pour le siège de représentant de la 12e circonscription de l'État de New York.

##### Une année 1968 mouvementée

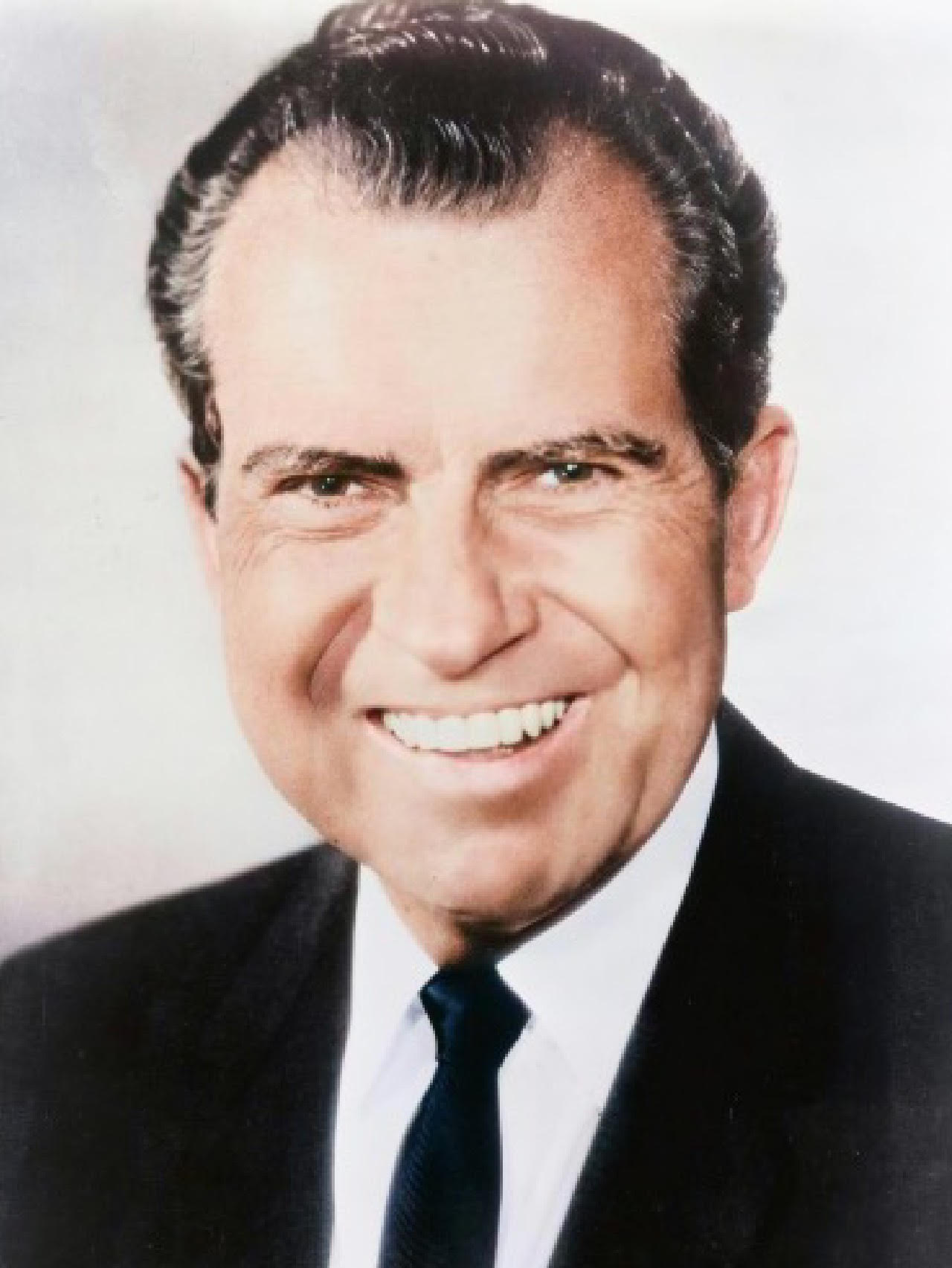
Richard Nixon.

Betty Friedan.

Sa campagne électorale se fait sur fond de contestation de la guerre du Viêt Nam, d'assassinat de Martin Luther King et de celui de Robert Kennedy et des émeutes raciales éclatant dans les villes de Baltimore, Washington, Louisville, Kansas City, Seattle, etc. Le pacifisme du mouvement américain des droits civiques cède le pas au Black Power. Mais également dans le développement du féminisme dit de la deuxième vague, représenté entre autres par la National Organization for Women dirigée par Betty Friedan en 1966, organisation à laquelle appartient Shirley Chisholm. Ces changements sociaux mettent à mal le projet de la Grande société du président Lyndon Johnson. L'année 1968 est également celle de l'élection présidentielle américaine de 1968, qui aboutit à la victoire de Richard Nixon contre Hubert Humphrey.

##### Une campagne éprouvante
Shirley Chisholm sait qu'elle a peu de chances de réussir, elle est la seule femme parmi les douze candidats. Par ailleurs, les adhérentes du New York State Democratic Committee (en) soutiennent d'autres candidates comme Bernice Brown ou Dollie Lowther Robinson (en). Finalement, elle doit faire face à Dollie Robinson et au sénateur de l'État de New York William Thomson. L'une comme l'autre sont des Afro-Américains, ils ont le soutien de Bertram L. Baker (en), le premier Afro-Américain élu à l'Assemblée de l'État de New York, celui des organisations syndicales locales et de la section du Parti démocrate du comté,,.
Son précédent mentor, Wesley McD. Holder, recontacte Shirley Chisholm, après des années d’inimitié. Il lui propose son aide pour sa campagne électorale. Il faut faire appel aux Portoricains et aux Afro-Américains, qui composent 70 % de la population de la 12e circonscription congressionnelle de New York. Wesley McD. Holder lui dit que le soutien des Blancs est également crucial, aussi fait-il appel à Julius C. C. Edelstein, qui a travaillé avec Shirley Chisholm à l'Assemblée de l'État de New York d'Albany,,.
Shirley Chisholm et Wesley McD. Holder travaillent 19 heures par jour. Pendant que Wesley McD. Holder s’occupe de récolter des fonds pour financer la campagne, Shirley Chisholm, avec des militants, sillonne les rues des quartiers de Williamsburg, des Crown Heights, de Bushwick (Brooklyn) (en) et de Bedford-Stuyvesant. C'est pendant cette campagne que l'état-major travaille sur un slogan, sur la proposition de Shirley Chisholm, en référence à ses combats, à sa ténacité : c'est le slogan Unbought and Unbossed (« Incorruptible et indépendante ») qui est adopté. Le slogan est imprimé sur des tee-shirts, des tracts, des sacs à provisions, les pare-chocs des véhicules... Pendant les week-ends, Shirley Chisholm se déplace avec une caravane de vingt véhicules conduits par ses militants, chaque véhicule est paré d'un portrait de Shirley Chisholm avec le slogan « Vote for Shirley Chisholm for Congress - Unbought And Unbossed »,.

##### Vote des primaires

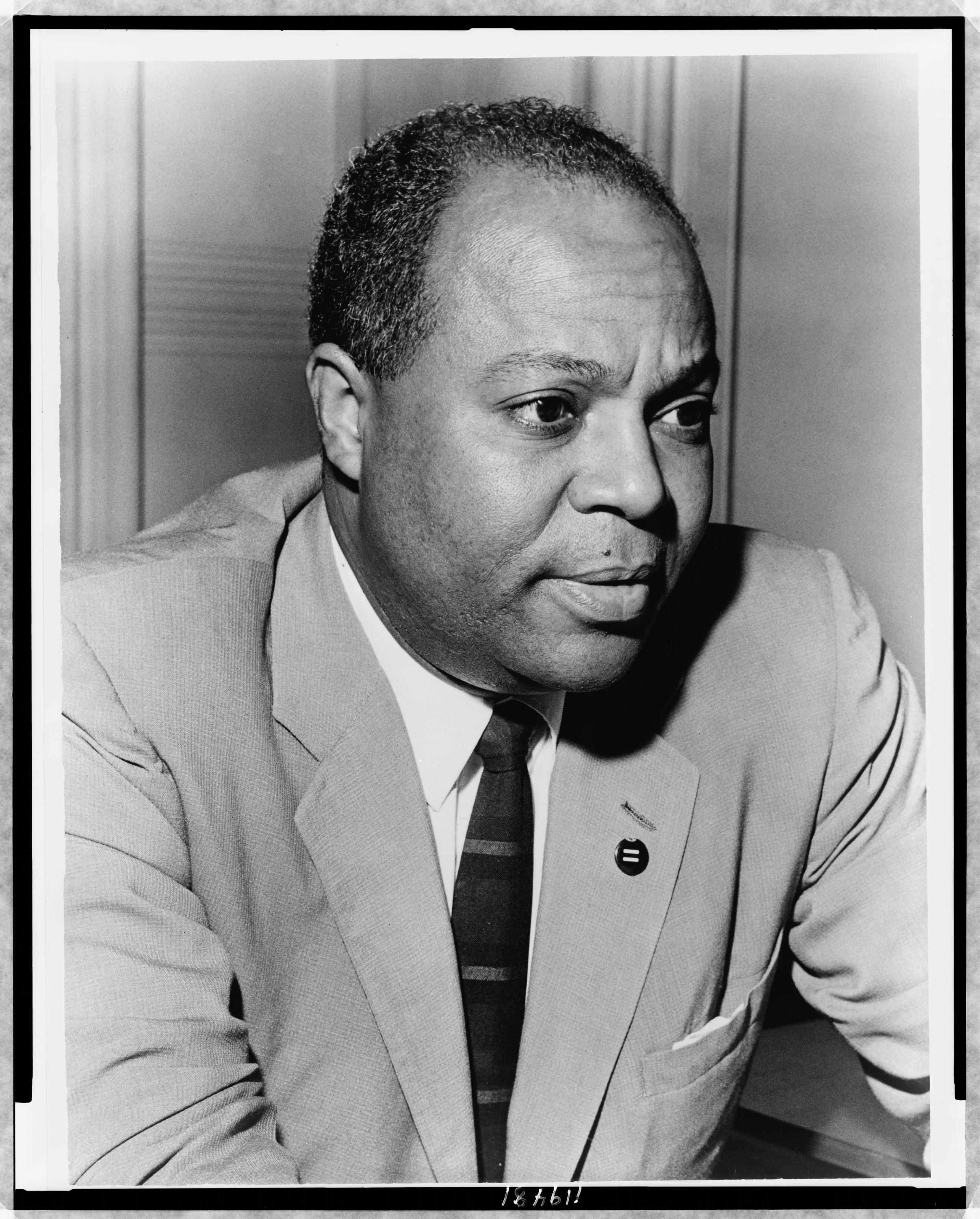
James Farmer.

Le 18 juin 1968, bien que Shirley Chisholm soit l'outsider, elle gagne la primaire du Parti démocrate face au sénateur William C. Thompson (en) et à Dollie L. Robinson. Shirley Chisholm remporte la victoire avec 5 680 voix, soit avec moins de 1 000 voix d'avance sur son concurrent William C. Thomson, qui a reçu 4 907 voix en sa faveur et largement devant Dollie Robinson, qui recueille 1 848 voix,,.

##### Élection finale
Depuis plusieurs décennies, la victoire à la primaire du Parti démocrate assurait celle de l'élection finale de représentant à la Chambre, mais le Parti républicain et le Parti libéral de New York (en) se mettent d'accord pour présenter un candidat commun face à Shirley Chisholm ; pour cela, ils approchent James Farmer, qui vient de se retirer du Congress of Racial Equality (CORE) et donne son accord. Ce choix est guidé par la personnalité de James Farmer, qui est l'un des leaders afro-américain du mouvement américain des droits civiques, donc faisant le poids contre Shirley Chisholm. Quand cette dernière apprend la nouvelle, elle explose notamment parce qu'il n'habite pas la circonscription ; de fait, pour sauver les apparences, James Farmer loue un appartement dans le quartier de Bedford-Stuyvesand. Dans un premier temps, James Farmer, de par sa réputation nationale comme leader des droits civiques, ses talents d’orateur et ses divers soutiens, notamment celui de l'AFL-CIO de New York, du New York Amsterdam News, est favori. Un meeting de soutien est organisé à la Brooklyn Academy of Music, où sont présents, entre autres, Sidney Poitier, Brock Peters, Lionel Hampton, Mahalia Jackson, Nina Simone et le maire de Gary Richard G. Hatcher (en). Le CORE apporte son appui ; c'est la première fois que l'organisation soutient la candidature d'une personnalité politique,,.
James Farmer mène une campagne agressive en faisant valoir sa force masculine contre Shirley Chisholm, qu'il représente toujours comme une frêle femme, l'appelle « la petite maitresse d'école », rappelant ainsi la nécessité d'une voix forte, puissante pour représenter la circonscription à la Chambre des représentants des États-Unis. Tant et si bien que la campagne de Shirley Chisholm est ignorée par les médias comme la NBC ou le magazine The Village Voice,,.
James Farmer reprend les stéréotypes du nationalisme noir reléguant les femmes à faire des enfants pour la révolution,.
Shirley Chisholm et Wesley McD. Holder répliquent à la rhétorique hyper-machiste de James Farmer en mobilisant les femmes blanches comme de couleur. Shirley Chisholm sillonne les rues de Bedford-Stuyvesant avec un nouveau slogan : « Je suis une femme, vous êtes une femme, nous allons montrer à Farmer que le pouvoir des femmes va le battre ! ». Elle a un atout sur son adversaire, sa connaissance de l'espagnol, qui lui permet de mobiliser les Portoricains en parlant leur langue. James Farmer est persuadé de sa victoire jusqu'au moment où, interrogeant les clients des coiffeurs, des bars, des salles de billards, des salons d'esthétique, il réalise qu'il peut perdre les élections,.
Le 5 novembre 1968, jour de l'élection finale, Shirley Chisholm l'emporte avec 35 239 voix contre James Farmer, qui obtient 13 615 voix, et le candidat conservateur Ralph Carrano, qui recueille 4 079 voix. Victoire qui fait d'elle la première femme afro-américaine à siéger à la Chambre des représentants des États-Unis. L'annonce de sa victoire est accueillie par une marée d’applaudissements et d'acclamations au sein de sa salle de campagne. Shirley Chisholm apparaît entre son mari, Conrad Q. Chisholm, et Wesley McD. Holder ; après avoir reçu un bouquet de fleurs, elle déclare : « Je sais qu'au Congrès je serai considérée comme une novice, je sais que je serai regardée mais pas écoutée... mais ma voix sera entendue, je n'ai pas l'intention de rester silencieuse dans mon coin ! »,,.
Faisant le « V » de la victoire, elle déclare : « C'est un grand honneur d'avoir été choisie comme première femme noire à siéger à la Chambre des représentants des États-Unis à Washington. J'ai l'intention de représenter l'ensemble du peuple, Blancs, Noirs, les hommes comme les femmes et plus particulièrement les jeunes. Il y a de nouvelles idées qui germent, je parlerai pour elles et ma voix sera entendue ! ».
Sa victoire aussi inattendue qu'écrasante attire l'attention de tous les médias, qui se bousculent pour l'interviewer, tels que la CBS, l'ABC, la NBC, le New York Times, le New York Daily News, le New York Post, le New York Amsterdam News ou encore l'Associated Press, qui l'avaient ignorée pendant la campagne. La victoire de Shirley Chisholm fait la une du New York Times, puis en février 1969 le magazine Ebony en fera sa couverture.
Plus tard, Shirley Chisholm et James Farmer devinrent des amis, et il écrit dans son autobiographie : « J'ai une distinction unique, je suis le premier Afro-Américain de l'histoire des États-Unis à avoir été battu par une femme lors d'une élection congressionnelle ! ».

#### Élue à la Chambre des représentants

##### Positions générales lors de son activité législative
Dès les premiers mois, Shirley Chisholm se fait connaître par son style, par l'intelligence de ses argumentations et ses positions audacieuses ; ainsi, elle prône la prééminence des lois fédérales sur celles des États, elle déclare que le bipartisme entre démocrates et républicains est dépassé et surtout signale que les classes moyennes qui ont déclaré la guerre à la pauvreté ne connaissent rien à la réalité que vivent les personnes victimes de la pauvreté et des discriminations. Durant ses différents mandats, elle soutient les différentes lois favorisant les droits des syndicats ouvriers, l’élimination des discriminations à l'embauche, la garantie d'une assurance santé pour les emplois de la domesticité, l'augmentation des financements pour l'amélioration de l'habitat, le droit de l'avortement et promeut l'Equal Rights Amendment (ERA). Quant à la politique extérieure, elle est ouvertement contre la prolongation de la guerre du Viêt Nam et pour la recherche d'un accord de paix.

##### Constituer son équipe

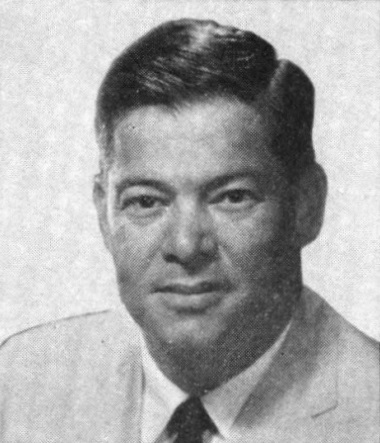
Joseph Y. Resnick.

En décembre 1968, dès que Shirley Chisholm arrive à Washington, accompagnée de son époux, pour prendre ses fonctions, son premier souci est le choix de ses assistants parlementaires, elle veut des personnes compétentes et loyales, qualités plus importantes que la couleur de peau ; sur les recommandations de Joseph Y. Resnick (en), un ex-représentant démocrate, elle embauche Travis Kane, un Afro-Américain du Texas, Shirley Downs, une Blanche de New York, une autre Blanche, Karen McRorey, et une Afro-Américaine, Carolyn Jones,.

##### Contexte de son premier mandat
Bien que le nouveau président Richard Nixon soit républicain, il demeure que les démocrates ont la majorité aussi bien à la Chambre des représentants qu'au Sénat. Shirley Chisholm espère bien le Congrès puisse travailler avec ce nouveau président, d'autant que le pays est traversé par des crises consécutives à une opinion grandissante demandant la fin de la guerre du Viêt Nam et aux assassinats de Martin Luther King et de Robert Kennedy.

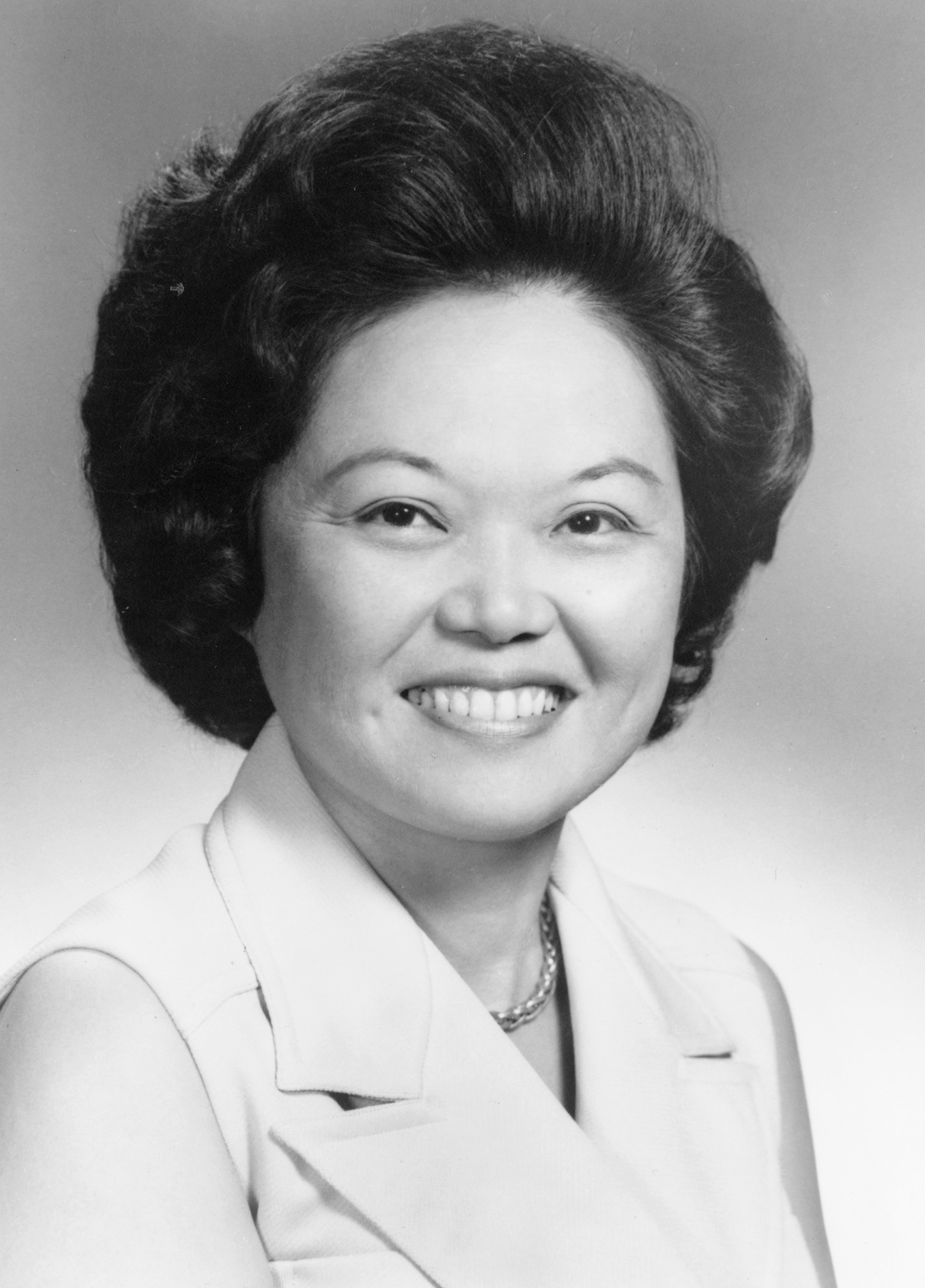
Patsy Mink.

Le président de la Chambre des représentants, John William McCormack, ouvre la 91e session du Congrès des États-Unis (en) avec un rapport, où il cite les noms des neufs représentants afro-américains, dont trois qui viennent d'être élus parmi eux ; Shirley Chisholm est la seule femme. C'est le plus grand nombre d'Afro-Américains siégeant à la Chambre, chose qu'on n'a pas vu depuis le 43e Congrès des États-Unis (en) (1873-1875) datant de la période dite de la Reconstruction. Seules dix femmes siègent à la Chambre, et l'autre femme de couleur est Patsy Mink, une Nippo-Américaine représentante de l'État d'Hawaï, qui est également la première femme de couleur membre du Congrès élue en 1965,.

##### Nouveaux revenus
En 1968, un texte de loi augmente les revenus des parlementaires du Congrès, leur indemnité annuelle passant de 30 000 $ à 42 500 $. Cette augmentation permet à Conrad et Shirley Chisholm d'envisager l'achat d'une maison : en 1969, ils font l'acquisition d’une résidence de neuf pièces dans une rue attenante à la Saint John Place de New York, qu'ils rejoignent chaque week-end après une semaine passée à Washington.

##### Admission à la Delta Sigma Theta

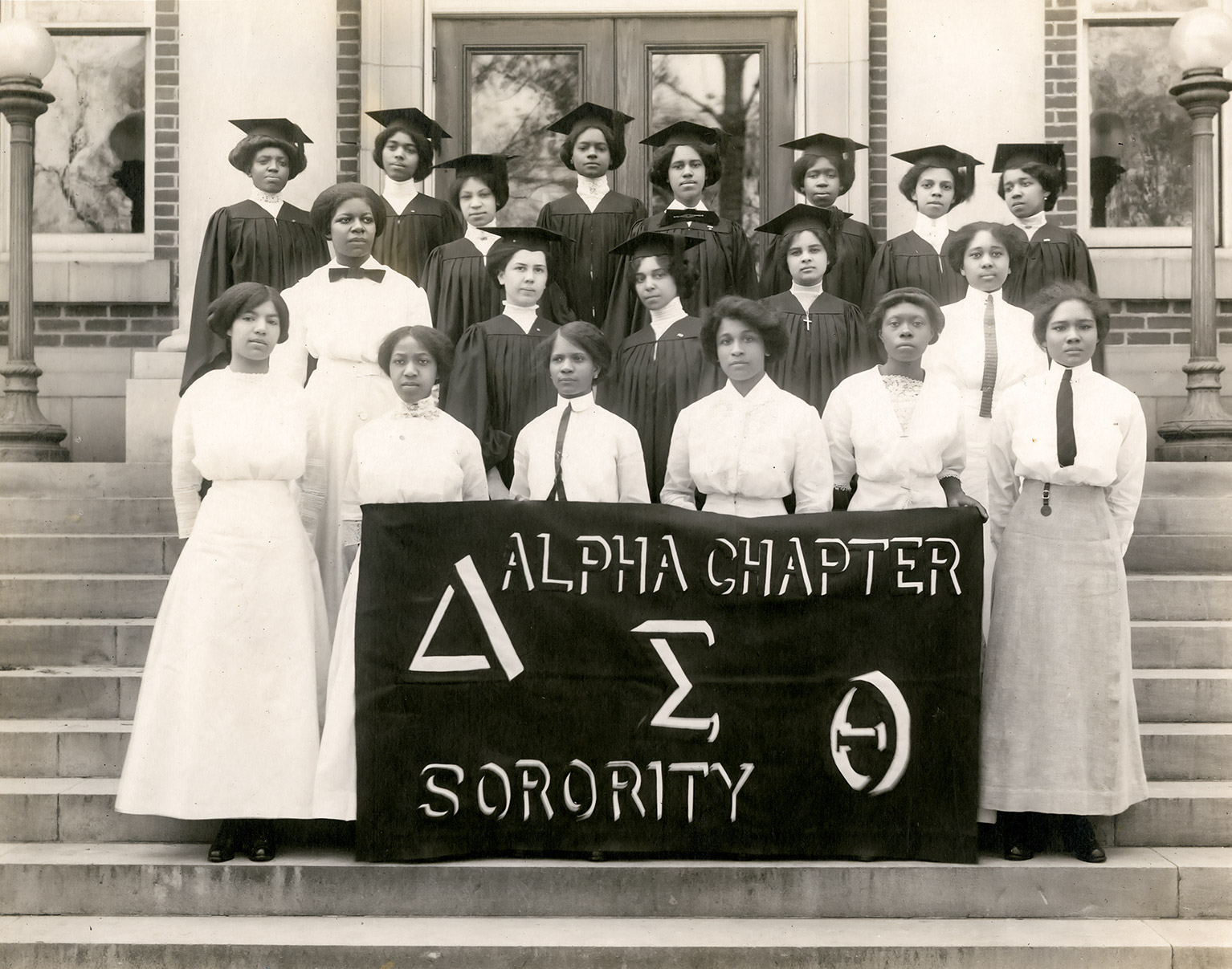
Les fondatrices de Delta, Sigma, Theta.

Avant de prêter son serment de parlementaire, Shirley Chisholm est reçue et acceptée par le chapitre de la Delta Sigma Theta de Brooklyn. La Delta Sigma Theta est une sororité fondée le 13 janvier 1913 par des étudiantes afro-américaines, qui se sont fait connaître dès leur fondation par leur participation au défilé pour le suffrage féminin de 1913. Cette sororité compte dans ses rangs des idoles de Shirley Chisholm, comme Dorothy Height ou la défunte Mary Church Terrell. Tout au long de sa vie, Shirley Chisholm clamera la fierté de son appartenance à la Delta Sigma Theta.

##### Commission de l'agriculture

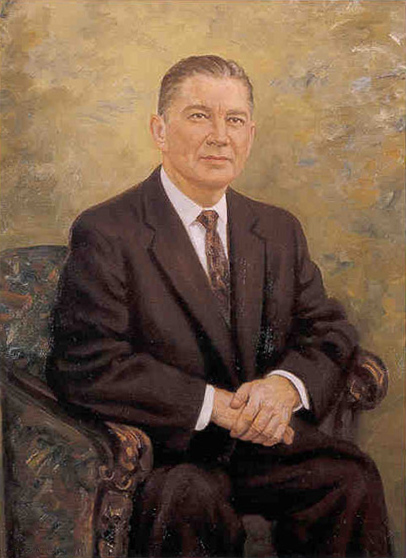
Wilbur Mills.

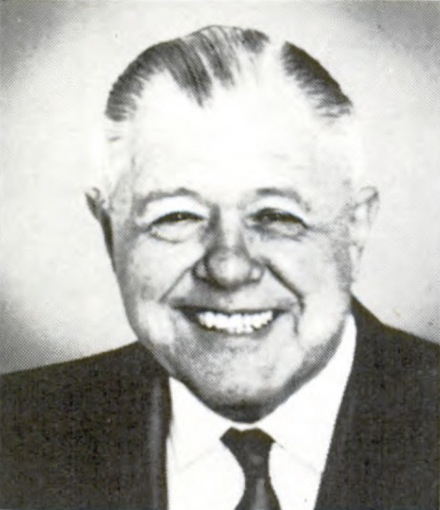
William R. Poage.

Shirley Chisholm, au regard de son expérience, souhaite d'être nommée à la Commission de la Chambre des États-Unis sur l'éducation et la main-d'œuvre (en), mais si les anciens peuvent choisir leur affectation, il n'en est pas même pour les nouveaux. Pour les nouveaux élus du Parti démocrate, c'est le représentant Wilbur Mills (en) qui s'occupe de l'affectation des nouveaux venus aux différentes commissions. Pour le Parti démocrate, les représentants qui siègent dans les différentes commissions sont essentiellement des Blancs du Sud, qui malgré le Civil Rights Act de 1964, le Voting Rights Act de 1965 et le Civil Rights Act de 1968, sont restés fidèles aux lois Jim Crow et au principe de la ségrégation. C'est dans ce contexte que Shirley Chisholm est affectée à la Commission de l'agriculture de la Chambre des représentants (en). Surprise et déçue, elle contacte un membre du Parti démocrate siégeant à la Commission de l'éducation en lui exposant son expérience professionnelle et d'élue à l'Assemblée de l'État de New York, en espérant une réaffectation ; elle a pour réponse une fin de non recevoir. En dernière instance, elle proteste auprès de Wilbur Mills, qui expose la requête de Shirley Chisholm au président de la Commission de l'agriculture, William R. Poage (en), un élu du Texas, en vain ; elle siégera pour son premier mandat à la Commission de l'agriculture. Ce n'est pas son choix, mais elle assume cette nomination et s'investit dans cette commission, notamment pour les questions touchant les bons alimentaires et la main d’œuvre étrangère,.

##### Commission des anciens combattants

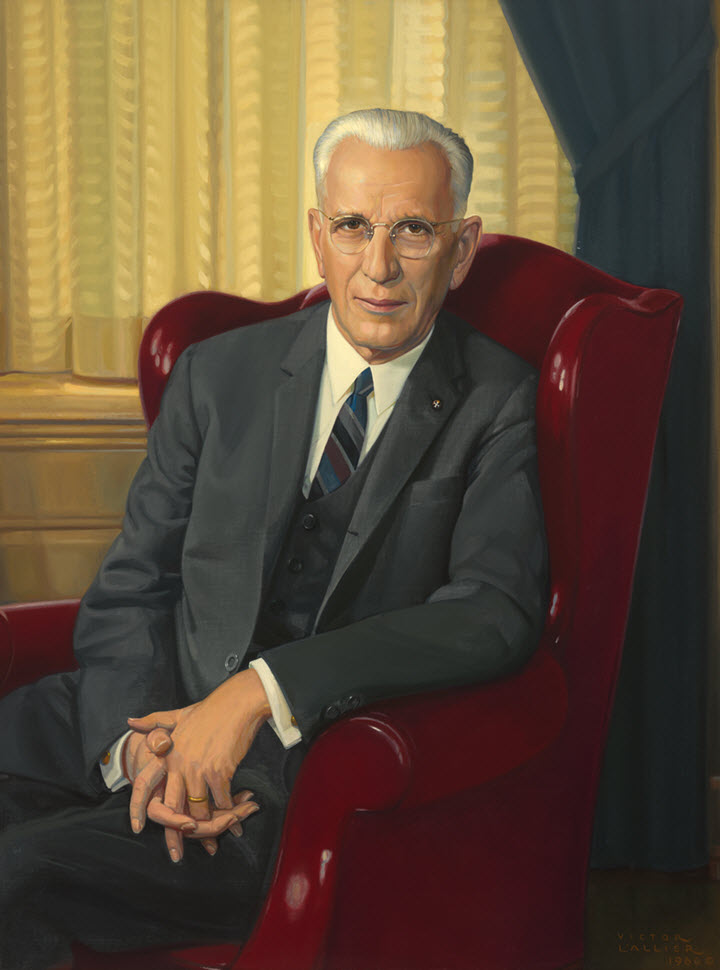
John W. McCormack.

Shirley Chisholm continue à demander avec véhémence une réaffectation, jusqu'auprès du président de la Chambre, John William McCormack. Après bien des chicanes de procédures, Wilbur Mills trouve enfin une procédure parlementaire qui permet le transfert de Shirley Chisholm à la Commission des anciens combattants, à la grande satisfaction de cette dernière, qui déclare : « Il y a bien plus d'anciens combattants dans ma circonscription qu'il n'y a d'arbres »,.
L'affectation de Shirley Chisholm à la Commission des anciens combattants se passe dans un contexte d'hostilité à la guerre du Viêt Nam. En janvier 1969, des militants contre la guerre du Viêt Nam envahissent le Congrès. Shirley Chisholm espère que le président Richard Nixon tiendra sa promesse de mettre fin au conflit. En mars 1969, le président augmente le budget de la défense par la construction de nouveau système de missiles antibalistiques, dépense qui se fait aux dépens de programmes de luttes contre la pauvreté établis par le président Lyndon B. Johnson. Quand le budget de la défense est présenté à la Chambre, Shirley Chisholm vote contre en rappelant les attentes des familles pauvres frappées par la faim et le chômage,.
Shirley Chisholm vote contre une loi issue d'une partie du McCarran Internal Security Act, s'opposant aux paragraphes permettant des internements préventifs envers des personnes susceptibles de participer à des actes d'insurrection interne. Elle signale le fait que ce sont des membres d’organisations afro-américaines comme le Black Panther Party et non des organisations comme le Ku Klux Klan ou le syndicat du crime, qui sont visés, demandant si la couleur de peau serait un critère.

##### Droits des femmes

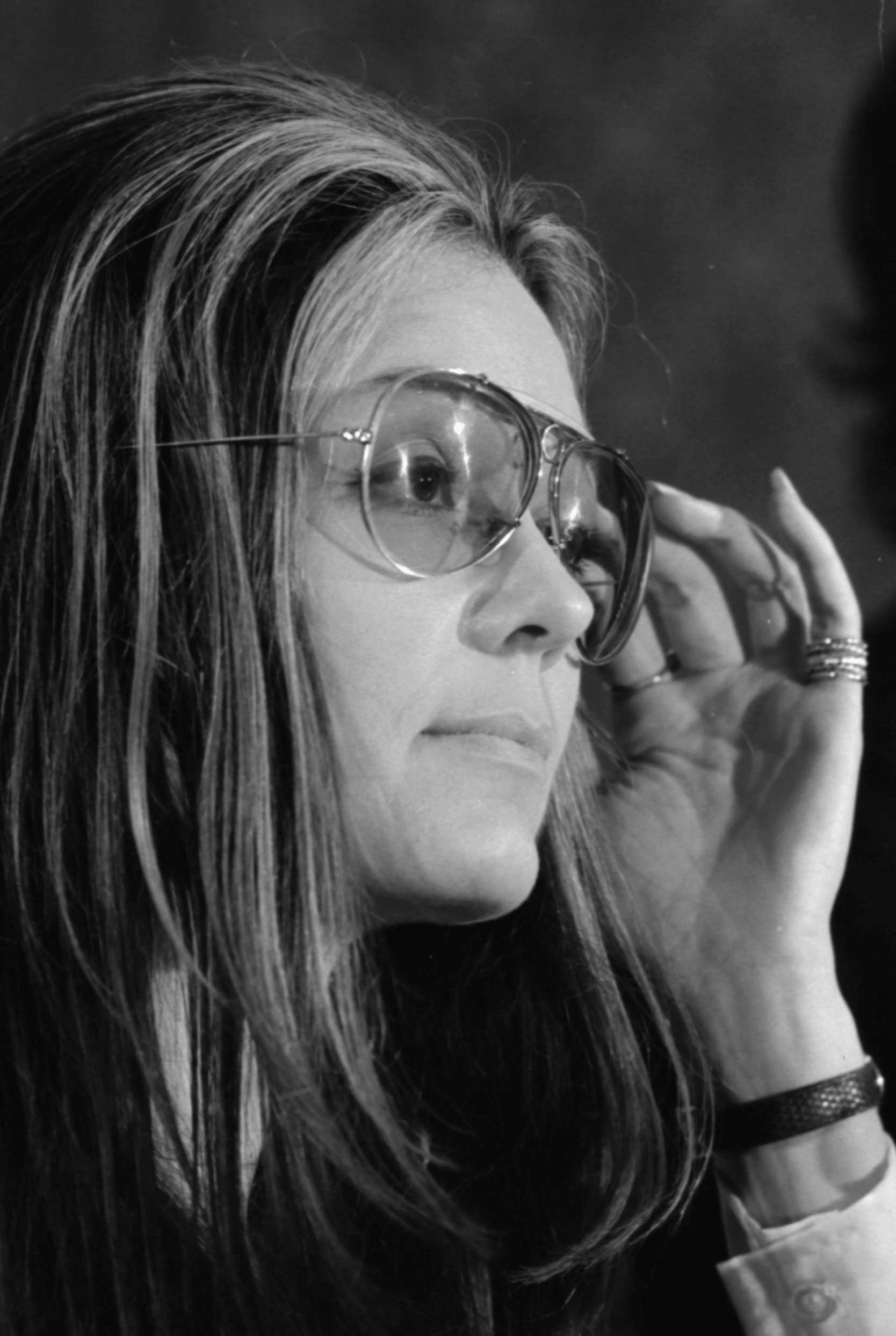
Gloria Steinem en 1972.

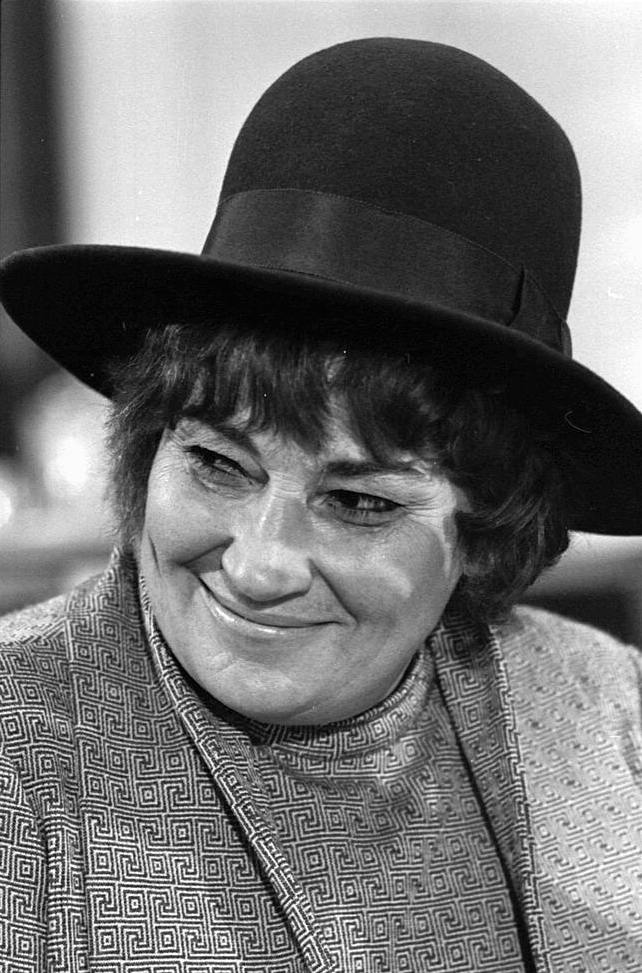
Bella Abzug en 1971.

À la fin de son premier mandat, Shirley Chisholm est devenue une figure publique comme porte-parole des femmes quelle que soit leur couleur de peau ou leur statut social. Elle est convaincue que seule une alliance entre les organisations défendant les droits des femmes blanches et celles défendant les droits des femmes de couleur est susceptible de peser de façon puissante sur la vie politique et les changements sociaux. C'est pourquoi elle adhère ou participe à la fondation de différentes organisations féministes comme la National Organization for Women, la Women's Action Alliance, la National Coalition of 100 Black Women et la National Black Feminist Organization. En juillet 1971, elle se joint à Gloria Steinem, Bella Abzug et Betty Friedan pour fonder le National Women's Political Caucus (en) (NWPC). Shirley Chisholm joue un rôle majeur au sein du NWPC quant au contrôle des naissances et l'accession abordable aux soins de la petite enfance. Sa position la plus courageuse est celle de la légalisation du droit de l'avortement, malgré l'opposition de la majorité des Afro-Américains. Sur la demande de la National Association for the Repeal of Abortion Laws (NARAL), elle en accepte la présidence.
En juin 1969, Shirley Chisholm est invitée par des femmes faisant partie d'un comité d'action politique à Detroit. Elle est accueillie par Rosa Parks ; les deux femmes s'admirent mutuellement. Rosa Parks félicite Shirley Chisholm, entre autres, pour son travail au sein de la Commission des anciens combattants afin de mettre fin à la ségrégation au sein des armées.

##### Fondation du Congressional Black Caucus

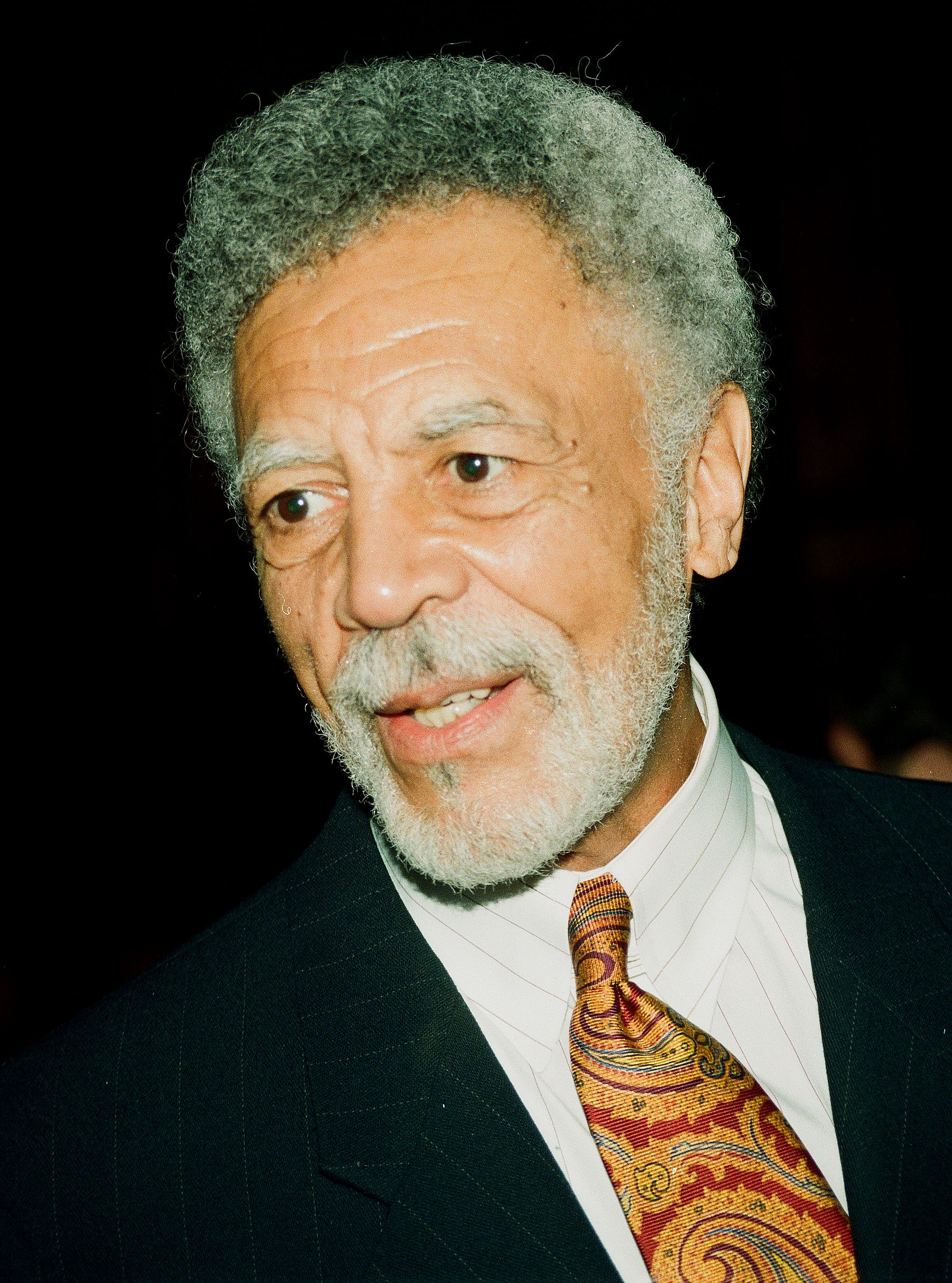
Ron Dellums.

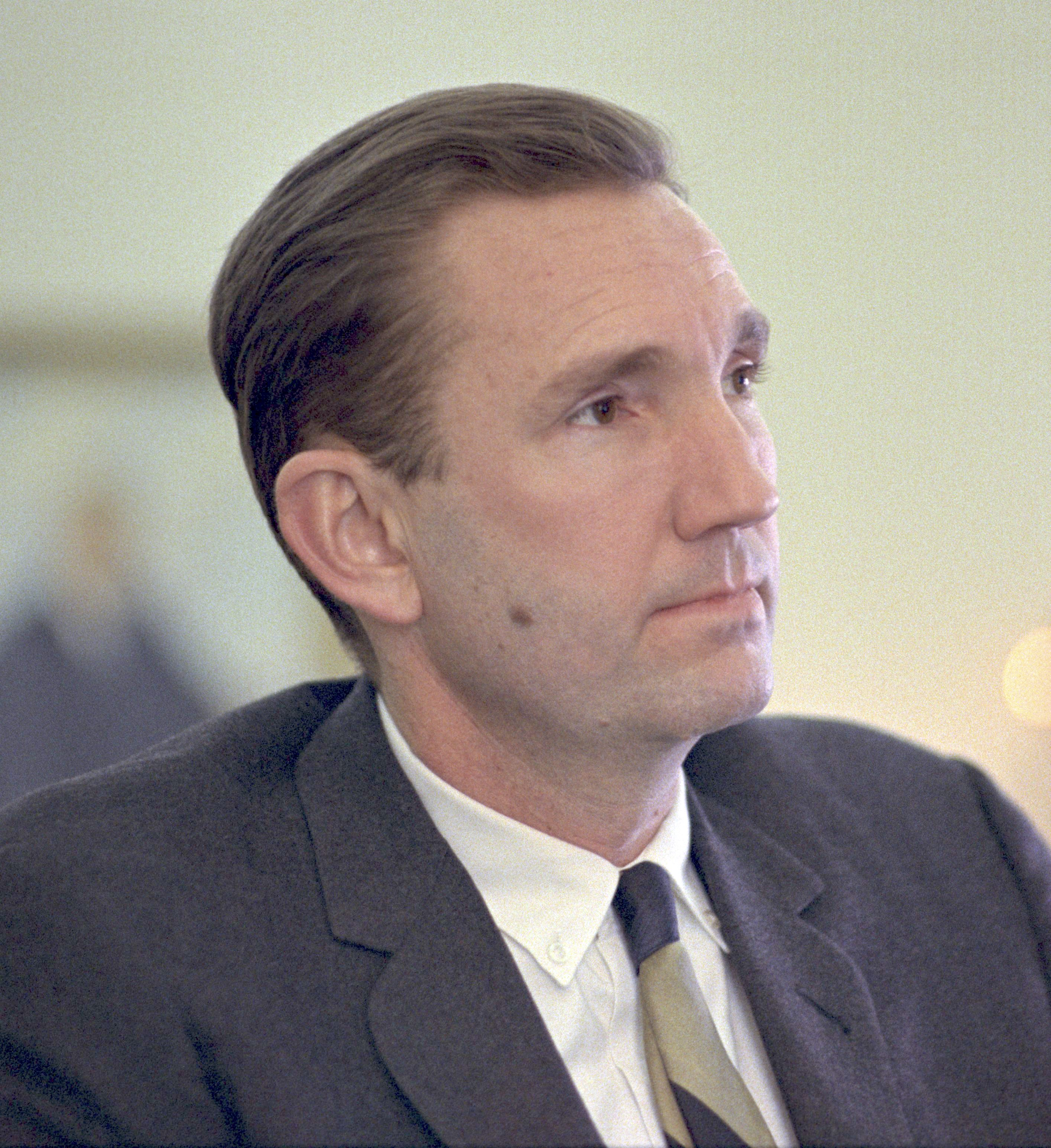
Ramsey Clark.

En vue des élections de 1970, en 1969 les élus afro-américains du Sénat et de la Chambre décident de s'organiser en Caucus en vue de coordonner leurs travaux de législateurs et de la mise en œuvre du Voting Rights Act de 1965. Parmi les fondateurs de ce nouveau Congressional Black Caucus figure Shirley Chisholm, aux côtés de Charles Diggs, Walter Fauntroy ou encore Ron Dellums,. Leur première action publique est celle de leur opposition réussie à la nomination de Clement Haynsworth (en) à la Cour suprême des États-Unis, suivie par leur remise en question de la légalité des écoutes du leader du Black Panther Party, Fred Hampton, récemment assassiné ; avec des militants des droits civiques et l'ancien procureur général des États-Unis Ramsey Clark, ils accusent le Chicago Police Department d'avoir violé les lois fédérales concernant les droits civiques. En février 1970, ils envoient une lettre au président Nixon pour qu'un débat public s'ouvre concernant les pauvres et les Afro-Américains. C'est à la suite de courrier qu'ils fondent officiellement le Congressional Black Caucus. Quand enfin ils sont reçus par le président Nixon, ils lui transmettent soixante recommandations en matière de politique intérieure et extérieure.

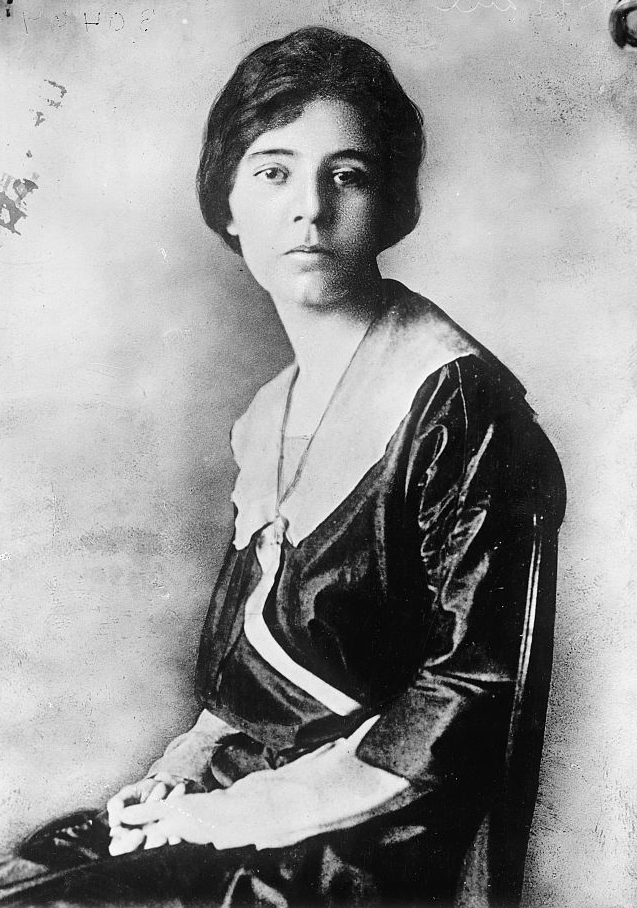
Alice Paul.

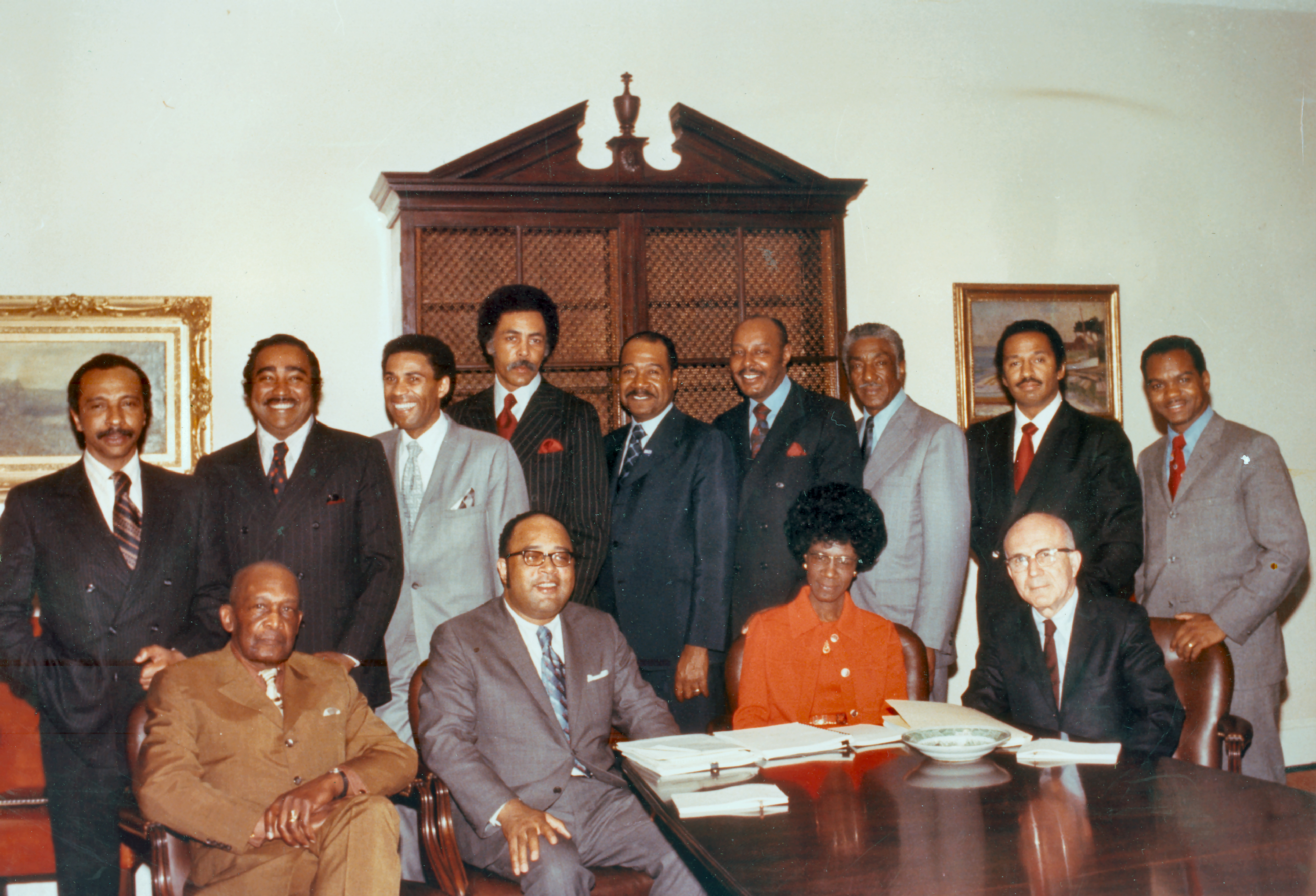
Shirley Chisholm avec les membres du Congressional Black Caucus en 1971.

Bien que Shirley Chisholm soit un des membres fondateurs du Congressional Black Caucus, il demeure qu'elle en est la seule femme et ses relations avec ses collègues masculins sont quelque peu difficiles. Ces parlementaires partagent avec leurs collègues blancs les mêmes préjugés envers les femmes. Elle comprend qu'elle est de fait le symbole du féminisme et du mouvement des femmes, qu'elle devient leur porte-parole au sein du Congrès. Elle ajoute sa note personnelle dans le mouvement féministe en se démarquant du féminisme de la classe moyenne blanche représentée entre autres par Betty Friedan, dont certaines de ses revendications lui paraissent comme étant des « foutaises ». Le 10 août 1970, Shirley Chisholm remet à l’ordre du jour l'Equal Rights Amendment proposé au Congrès en 1923 par Alice Paul, présidente à l'époque du National Woman's Party. Selon elle, l'adoption de l'Equal Rights Amendment par le Congrès serait une garantie de l'égalité des droits pour toutes les personnes quelle que soit leur sexe, leur couleur de peau ou leur classe sociale.

#### Candidate à l'investiture du Parti démocrate pour l'élection présidentielle de 1972

##### Prémices

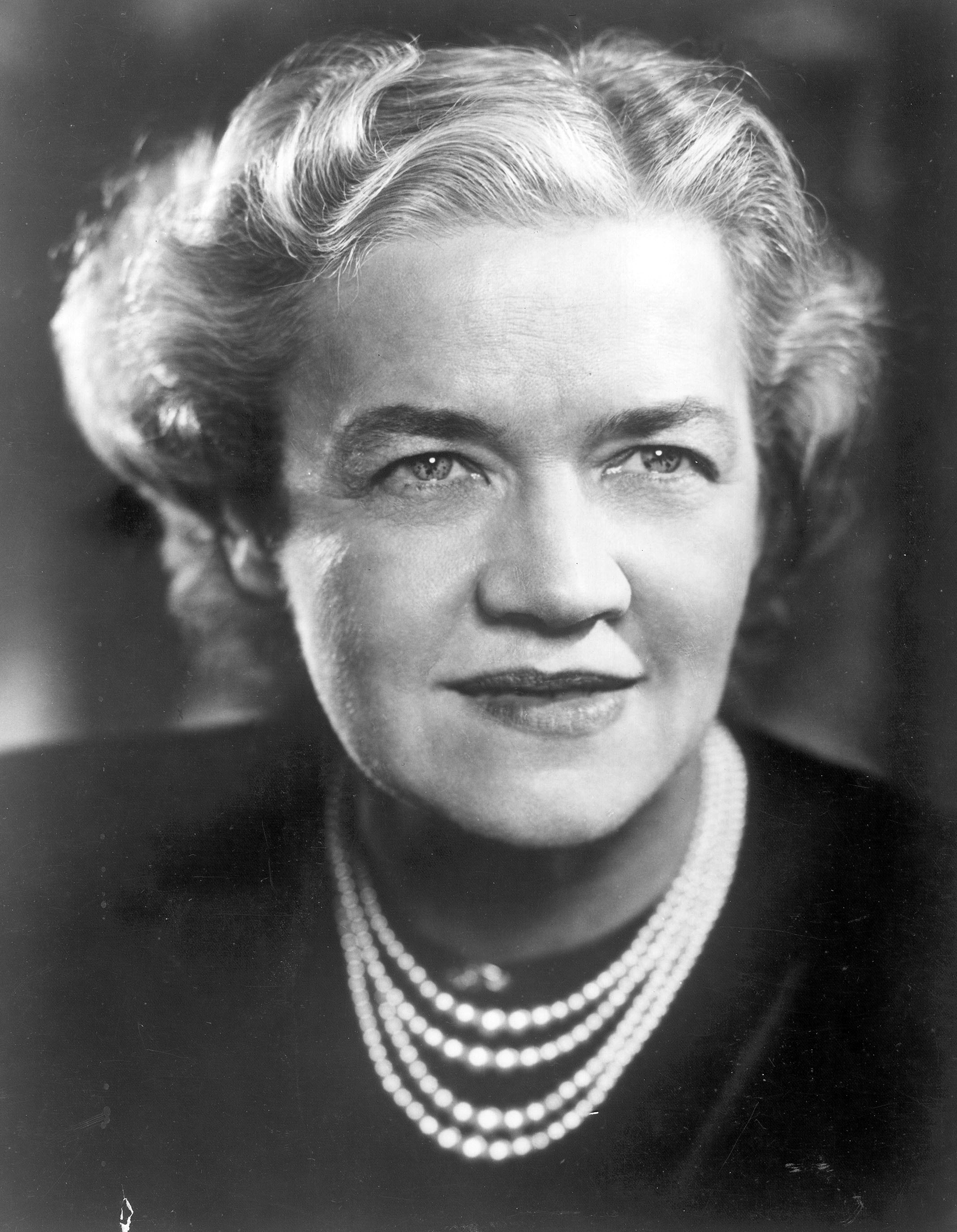
Margaret Chase Smith.

En 1971, Betty Friedan déclare : « Il n'est pas impossible qu'une femme puisse se porter candidate pour l'élection présidentielle de 1976 et remporte la victoire ! ». Dans la foulée, Florynce Kennedy, lorsqu'elle fonde le Feminist Party, nomme Shirley Chisholm présidente et lance la campagne pour la candidature de celle-ci à l'élection présidentielle de 1972 avec le slogan « Ms Chiz for Prez ». La seule femme d'envergure à s'être présentée jusque là à une élection présidentielle fut Margaret Chase Smith, représentante du Maine puis sénatrice au Congrès qui, avec l'appui de femmes du Parti républicain, a réussi à être nommée à la Convention nationale du Parti républicain de 1964.

##### Shirley Chisholm s'impose face aux indécisions
À la fin de l'année 1971, les membres du Congressional Black Caucus et d'autres leaders de la communauté afro-américaine comme Roy Innis (en), directeur du Congress of Racial Equality (CORE), le révérend Jesse Jackson, figure historique de l'Operation Breadbasket (en),, Julian Bond,,, sénateur de la législature de l'État de la Georgie et cofondateur de la Student Nonviolent Coordinating Committee, et différents élus, se réunissent à Chicago le 24 septembre 1971, puis à Washington du 18 au 20 novembre 1971 à Northlake en avril 1972, afin de peser sur l'élection présidentielle américaine de 1972. Les personnes présentes à Northlake prennent le nom de Groupe de Northlake. Ce groupe réfléchit sur le choix de ses délégués à la Convention nationale du parti démocrate de 1972, qui se tiendra du 10 au 13 juillet 1972, et souhaite décider qui sera son candidat pour la présidence.
En novembre 1971, Shirley Chisholm rentre dans son bureau de parlementaire et déclare devant ses assistants : « Vous savez, je crois que je vais faire quelque chose à laquelle personne n'arrivera à croire ! ». Une de ses assistants lui demande : « Quoi ? ». Elle répond : « Je vais me lancer comme candidate dans la course à la présidentielle ». Ses assistants sont ébahis et demandent de quelle présidentielle il s'agit, ce à quoi elle précise : « Celle de président des États-Unis ». Quand sa décision est rapportée aux membres du Congressional Black Caucus, ceux-ci la reçoivent fraîchement, voire avec un certain énervement. Bill Clay y répond de façon sarcastique en demandant si Shirley Chisholm sait où est sa place, reprenant ainsi les préjugés de l'époque prétendant que la place d'une femme est soit à la maison, soit à l'école en tant qu’enseignante. Seuls Thaddeus Garret et Ronald Dellums prennent sa défense et voient en elle la candidate parfaite d'une coalition trans-partisane. Lors d'une conférence de presse, Ronald Dellums écrit au sujet de sa candidature : « Elle pourrait réunir tous les éléments nécessaires à la création d'une troisième force dans la vie politique américaine »,.

Amiri Baraka.

Face à ce qui parait, pour certains, être une toquade sans lendemain, le 25 janvier 1972, Shirley Chisholm prend la parole du haut de la chaire de la Concord Baptist Church de Bedford-Stuyvesant et y annonce sa candidature à la présidentielle, en précisant notamment : « Je ne suis pas la candidate des Noirs d'Amérique bien que je sois noire et fière de l'être, je ne suis pas la candidate des mouvements féministes de ce pays bien que je sois une femme et fière de l'être [...] je ne suis pas non plus la candidate d'un chef politique ni celle d'un gros bonnet ». Sa candidature est reconnue, les débats à son sujet vont culminer le 11 mars 1972 lors d'un meeting qui se tient à Gary, dans l'État de l'Indiana ; c'est la plus grande convention politique des Afro-Américains dans l'histoire des États-Unis. Toutes les tendances sont présentes, mais les femmes afro-américaines comme Dorothy Height, Coretta Scott King, Nikki Giovanni et Rosa Parks ne sont pas prévues pour les différentes prise de paroles. Seule Hannah Atkins (en),, la première Afro-Américaine élue à la Chambre des représentants de l'Oklahoma (en), prend la parole qu'elle interrompt car subissant les attaques d'Amiri Baraka.

##### Campagne des primaires

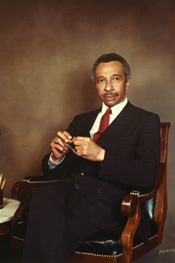
Parren James Mitchell.

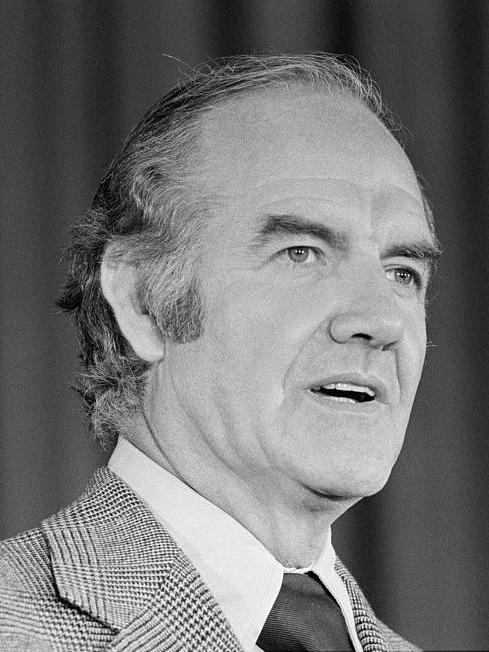
George McGovern en 1972.

Ayant le soutien de Ronald Dellums, Parren Mitchell et Percy Sutton, tous membres du Congressional Black Caucus, Shirley Chisholm se lance dans la campagne en sachant que si elle n'a pas le soutien des autres membres du Congressional Black Caucus et d'autres personnalités afro-américaines hostiles à sa candidature, en revanche, elle a le soutien de citoyens ordinaires, qu'ils soient noirs, latinos, anciens combattants ou jeunes.
Shirley Chisholm sait qu'elle n'a aucune chance de gagner les primaires, son but est faire bouger le système, attirer l'attention sur les gens négligés, marginalisés par les politiques, à savoir les Afro-Américains, les femmes, les Latinos, les Chicanos, les femmes, les jeunes, les gays, les lesbiennes, les vétérans, les pauvres, les personnes âgées, les Amérindiens et que ces mêmes populations fassent entendre leurs voix.

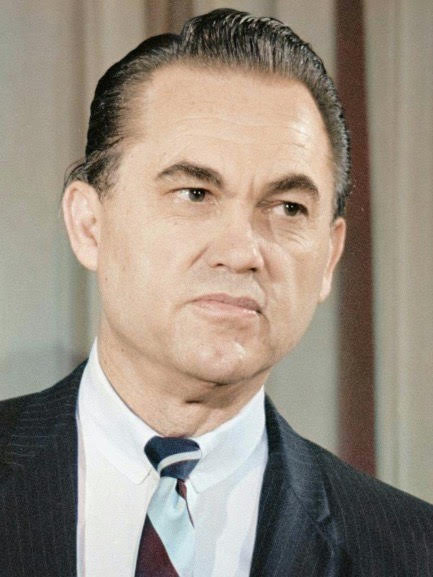
George Wallace.

Shirley Chisholm, démarre sa campagne avec un budget de 44 000 $, loin des 300 000 $ qui lui seraient nécessaires, aussi doit-elle faire appel à des volontaires bénévoles. Par manque de ressources financières, il n'y a pas de coordination entre ses différents groupes de supporters, pas de numéro d'appel centralisé, des slogans divergents. Elle commence sa campagne en Floride, où elle lance un appel aux Afro-Américains pour qu'ils se détournent des candidats blancs, puis elle la continue dans le New Jersey, le Massachusetts, le Minnesota, terre du candidat Hubert Humphrey, la Californie où elle rend visite à Ronald Dellums, le Michigan et la Caroline du Nord où elle doit faire face à George Wallace, partisan de la ségrégation raciale dans les établissements scolaires. Lorsque George Wallace est victime d'un attentat, Shirley Chisholm se rend à son chevet à l'hôpital, bien qu'ils soient politiquement opposés ; ils sympathisent. Ses défections pour causes financières sont mal reçues par ses supporters, notamment ceux du Wisconsin, qui lui demandent si elle ne travaille pas pour George McGovern.

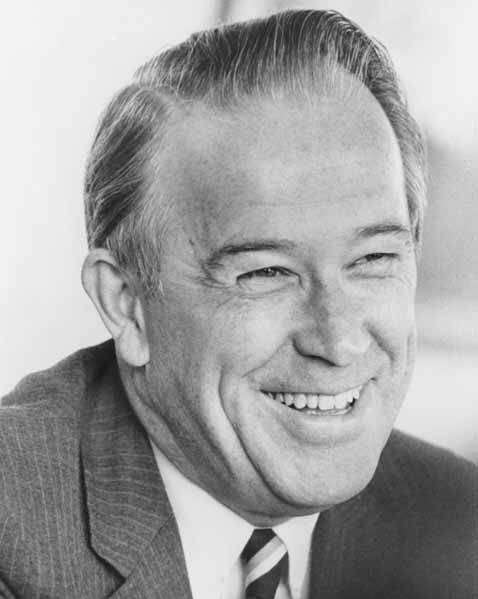
Henry Jackson.

À sa grande surprise, Shirley Chisholm finit en septième position sur les 17 candidats, devenant la première femme à gagner à une primaire du Parti démocrate, ce qui lui permet à la convention du Parti démocrate de juillet 1972 d'être sélectionnée pour être un des candidats du Parti démocrate pour l'élection présidentielle de 1972 aux côtés de Hubert Humphrey, le vice-président de Lyndon Johnson et de George McGovern. Le vote final de la convention, contrairement aux attentes, choisit le ticket George McGovern (président)-Thomas Eagleton (vice-président). De son côté, Shirley Chisholm vient en quatrième position derrière George McGovern, George Wallace et Henry Jackson ; il est à noter que parmi les délégués qui ont voté pour sa candidature, elle a reçu le vote de 5 082 délégués de l'Oregon, de 573 délégués du Maryland et de 913 délégués du Wisconsin, États où elle n'a jamais mené campagne,.

##### Bilan
Comme Shirley Chisholm le déclare, elle a fait la preuve qu'un Noir et une femme peuvent se présenter à l'élection présidentielle ; en cela, elle est la première à ouvrir la voie : « J'ai participé à l'élection présidentielle, parce que quelqu'un devait être le premier à le faire. Dans ce pays, n'importe qui est supposé pouvoir poser sa candidature, mais dans les faits c'est faux. J'ai posé ma candidature parce que la plupart des gens pensent que le pays n'est pas prêt pour un candidat noir, que le pays n'est pas prêt pour une candidate. Un jour... »,.

#### Reprise de son activité de représentante

##### Nouvelle visibilité
Au lendemain de la campagne présidentielle, il s'avère que Shirley Chisholm est devenue une personnalité au sein de l'opinion publique. Une enquête menée par l'institut Gallup en 1974 établit qu'elle fait partie des dix femmes préférées par les Américains, aux côtés d'Indira Gandhi, Jacqueline Kennedy-Onassis et de Coretta Scott King. Si Shirley Chisholm ne compte plus se présenter à nouveau à une campagne présidentielle, en revanche, elle veut profiter de sa notoriété pour consolider son activité au sein de la Chambre des représentants.

##### Suspicions de l'administration Nixon
Comme l'enquête concernant le Watergate l'établit, Shirley Chisholm et les membres du Congressional Black Caucus, des leaders syndicaux et d'autres personnalités sont sur une liste noire de l'administration du président Nixon ; celle-ci met notamment en doute la régularité des revenus de Shirley Chisholm. Cette suspicion attire l'attention des médias sur ses revenus et leur légalité. Aussi Shirley Chisholm devient soucieuse quant à la transparence de ses revenus. Ces derniers sont de deux sortes, son indemnité d'élue qui se monte à 42 500 $ (cf. Note 1) et les honoraires au titre des conférences qu'elle donne auprès de diverses universités, clubs, organisations féministes, qui sur une année représentent la somme de 30 500 $. Cela fait dire au New York Times que Shirley Chisholm et son époux sont en état de pouvoir construire une villa luxueuse à Saint Thomas dans les îles Vierges des États-Unis.

##### Contexte du premier choc pétrolier de 1973-1974
Après une croissance des salaires continue depuis la fin de la Seconde Guerre mondiale, la population américaine est frappée de plein fouet par une récession et une inflation consécutives au premier choc pétrolier de 1973-1974. Choc qui met à mal les acquis du New Deal et le projet de la Grande Société inauguré par le président Lyndon Johnson. Ces perturbations inquiètent Shirley Chisholm quant au financement d'une politique de réformes sociales promise par le projet de Grande Société.

##### Commission de l'éducation et de la main d'œuvre (1971-1977)

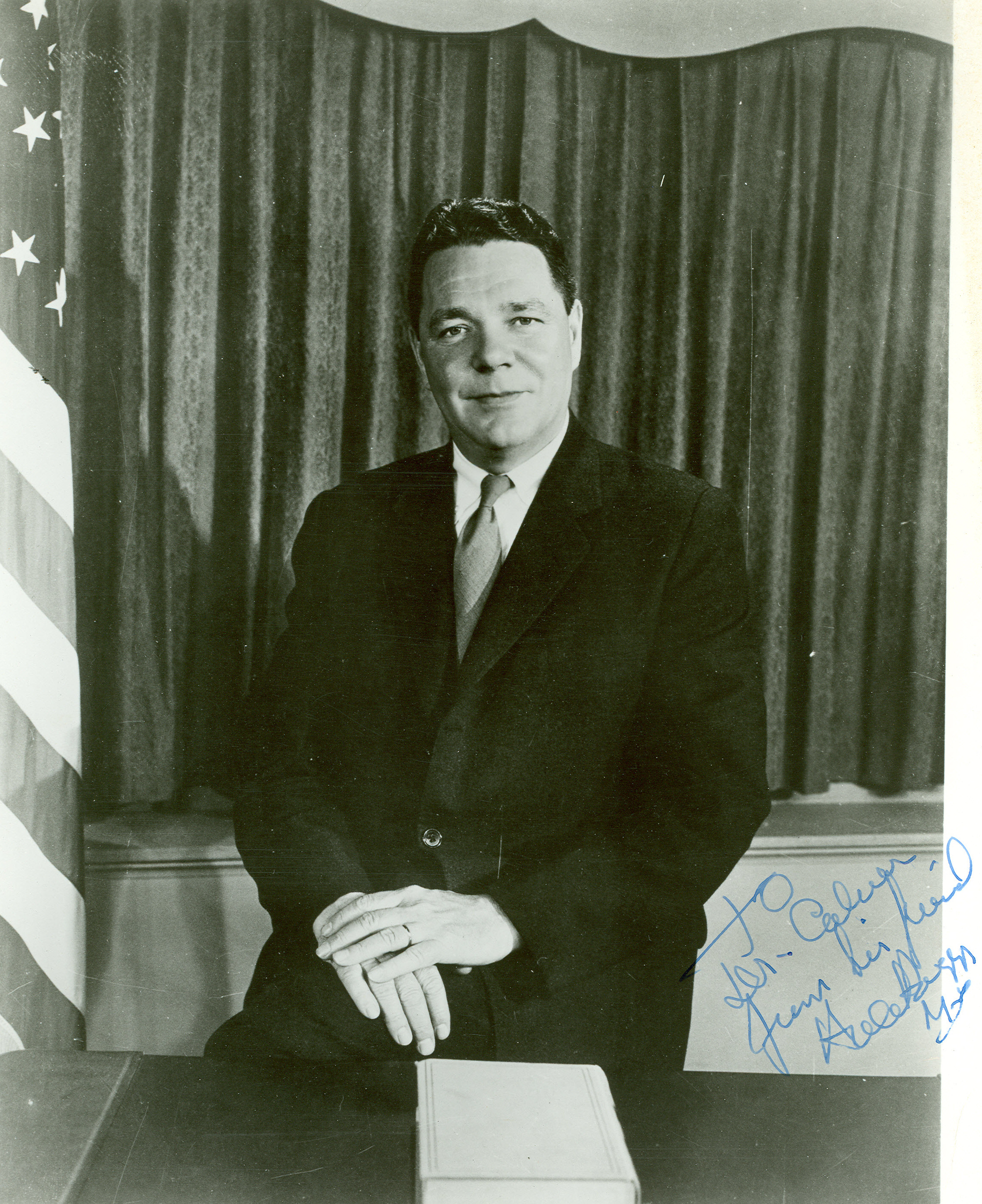
Hale Boggs.

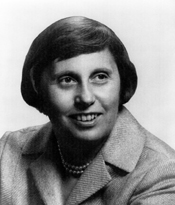
Ella T Grasso.

Grâce à l'appui de Hale Boggs, un démocrate représentant de la Louisiane, que Shirley Chisholm a soutenu pour qu'il devienne le chef de la majorité à Chambre des représentants, elle est admise à siéger à la Commission de la Chambre des États-Unis sur l'éducation et la main-d'œuvre (en). Parallèlement, elle siège à une commission concernant les études à mener au sein du House Democratic Caucus (en).

##### Harmoniser les actions des représentantes
À partir de 1972, Shirley Chisholm travaille étroitement avec les féministes membres du Congrès, plus particulièrement avec Bella Abzug, représentante de New York, et Ella T. Grasso, représentante du Connecticut, afin de se mettre d'accord pour harmoniser leurs actions au sein de la Chambre. En 1974, ce groupe s'enrichit avec la venue de Barbara Jordan, la première afro-américaine élue à la Chambre venant du Sud, et celle d'Yvonne Brathwaite Burke, la première afro-américaine élue comme représentante de la Californie à la Chambre.

##### Veto du président Nixon

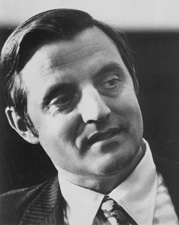
Le sénateur Walter Mondale.

Le 17 mai 1971, Shirley Chisholm et Bella Abzug présentent à la Chambre un projet de loi, le Comprehensive Child Development Act (en),,, permettant aux parents isolés soutien de famille ou aux couples défavorisés dont la femme ne travaille pas ou ne bénéficie pas du salaire minimum de pouvoir bénéficier d'une allocation d'éducation et de soins médicaux pour la période de la petite enfance. Cette loi, grâce notamment au soutien du sénateur Walter F. Mondale, est adoptée par le Congrès mais le président Nixon en empêche sa promulgation en y opposant son veto avec le commentaire : « Ce serait une soviétisation des enfants américains ». Comme il faudrait une majorité des deux tiers des voix du Congrès pour y passer outre, la loi passe à la trappe, ce qui provoque la colère de Shirley Chisholm.
En 1973, Shirley Chisholm est à la tête des représentants de la Chambre pour faire passer une loi visant une augmentation du salaire minimum et à ce que les bénéfices de cette loi soit étendus aux travailleurs domestiques. Elle fait appel à celui qui est devenu son ami, le gouverneur George Wallace, pour qu'il mobilise des représentants du Sud pour soutenir le projet de loi. Grâce à eux et d'autres représentants, le projet de loi recueille suffisamment de voix pour être adopté par la Chambre et le Sénat mais le président Nixon y met son veto ; comme le Congrès ne peut réunir le nombre de voix nécessaire annuler le veto, la loi est enterrée,.

##### Faire face au mouvement STOP ERA

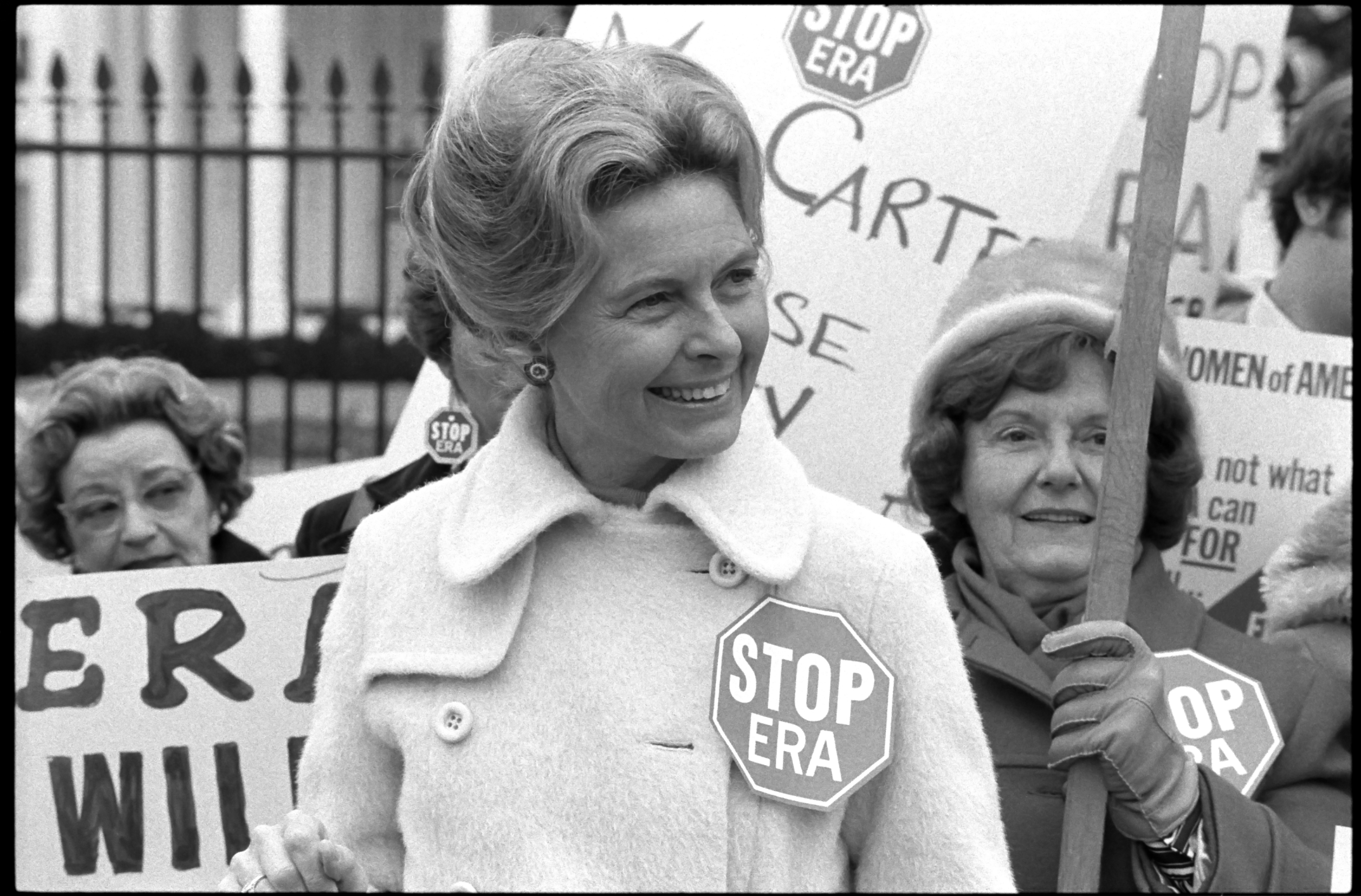
Phyllis Schafly avec d'autres femmes manifestant contre l'ERA devant la Maison-Blanche.

Shirley Chisholm soutient la ratification de l'Equal Rights Amendment (ERA), proposé au Congrès américain pour la première fois en 1923 par Alice Paul, qui est sujet à débats pendant plusieurs décennies et suscite l'appui de mouvements féministes, puis l'opposition de mouvements antiféministes et du mouvement ouvrier. Les femmes de la classe ouvrière craignaient que l'égalité de droits entre les sexes leur retirerait les conditions de travail plus clémentes auxquelles elles avaient droit, par rapport aux hommes, mais l’adoption du Civil Rights Act de 1964, qui réfute la discrimination liée à la race, à la couleur, à l’origine nationale, à la religion et au sexe en milieu de travail, octroie aux hommes la même protection que les femmes. Le mouvement ouvrier offre son appui à l’amendement à partir de ce moment,,. En l’absence d’opposition, l’Equal Rights Amendment est ratifié par trente États en douze mois entre 1972 et 1973. Il va pouvoir être promulgué mais la conservatrice Phyllis Schlafly lance le mouvement STOP ERA,,, qui plonge ses racines dans les fondements de la pensée conservatrice pétrie de valeurs traditionnelles patriarcales et chrétiennes. Pour les militantes du mouvement STOP ERA, les femmes pauvres et / ou de couleur sont coupables si elles travaillent où si elles ont des loisirs à l'extérieur au lieu de rester à la maison, les ouvrières comme les pauvres sont suspectées de mœurs dépravées et méritent leurs sort. Le mouvement lancé par Phyllis Schlafly l'emporte, l'ERA n'est pas ratifié. Shirley Chisholm espère que le président Jimmy Carter, élu en 1976, relancera l'ERA, en vain.

##### Maintien de l'Equal Employment Opportunity Commission
Toujours lors de la session de la Chambre de 1973, Shirley Chisholm arrive à faire échouer la tentative des républicains à faire dissoudre l'Equal Employment Opportunity Commission (en) (EEOC),, commission créée sous la présidence de Lyndon Johnson en 1964, qui aide les personnes défavorisée à trouver un emploi et développe des programmes en direction des publics exclus de l'emploi. Les républicains, menés par Donald Rumsfeld, voulaient sa disparition pour ses dépenses réputées fastueuse et inutiles. Pour s'y opposer, Shirley Chisholm, avec plusieurs collègues, diligente une commission de la Chambre qui enquête sur le fonctionnement de l'EEOC. Celui-ci étant clarifié, la Chambre sauve l'EEOC mais malgré la destitution du président Nixon, plusieurs administrations continuent à y faire des coupes budgétaires,.

##### Face au Government Accountability Office
En 1973, Shirley Chisholm doit rendre des comptes quant aux dépenses de sa campagne présidentielle. Lors de celle-ci, Shirley Chisholm a dû emprunter de fortes sommes. Si la majeure partie est remboursée, il demeure qu'il reste encore des factures à régler. Pour cela, elle a prévu un calendrier de conférences dont les honoraires serviront à solder ses dettes. Mais le Government Accountability Office, qui a notamment pour mission de vérifier les comptes de campagne, dépose une demande d'enquête auprès du département de la Justice des États-Unis en se basant sur des articles de journaux, comme le New York Times, affirmant que les Chisholm étaient propriétaires d'une résidence aux îles Vierges des États-Unis, en omettant de dire que les Chisholm avaient largement les moyens de s’offrir cette résidence à partir de leurs fonds propres. Cette omission laisse supposer qu'il y aurait eu des détournements de fonds. À cela s'ajoute les faits que Conrad Chisholm, son principal conseiller, et d'autres bénévoles participant à la campagne de Shirley Chisholm, sont accusés de n'avoir pas déclarés leur revenus. Les clarifications sont vite établies, annulant les poursuites du Government Accountability Office, qui clôt le dossier en 1974.

##### Derniers mandats (1978-1984)

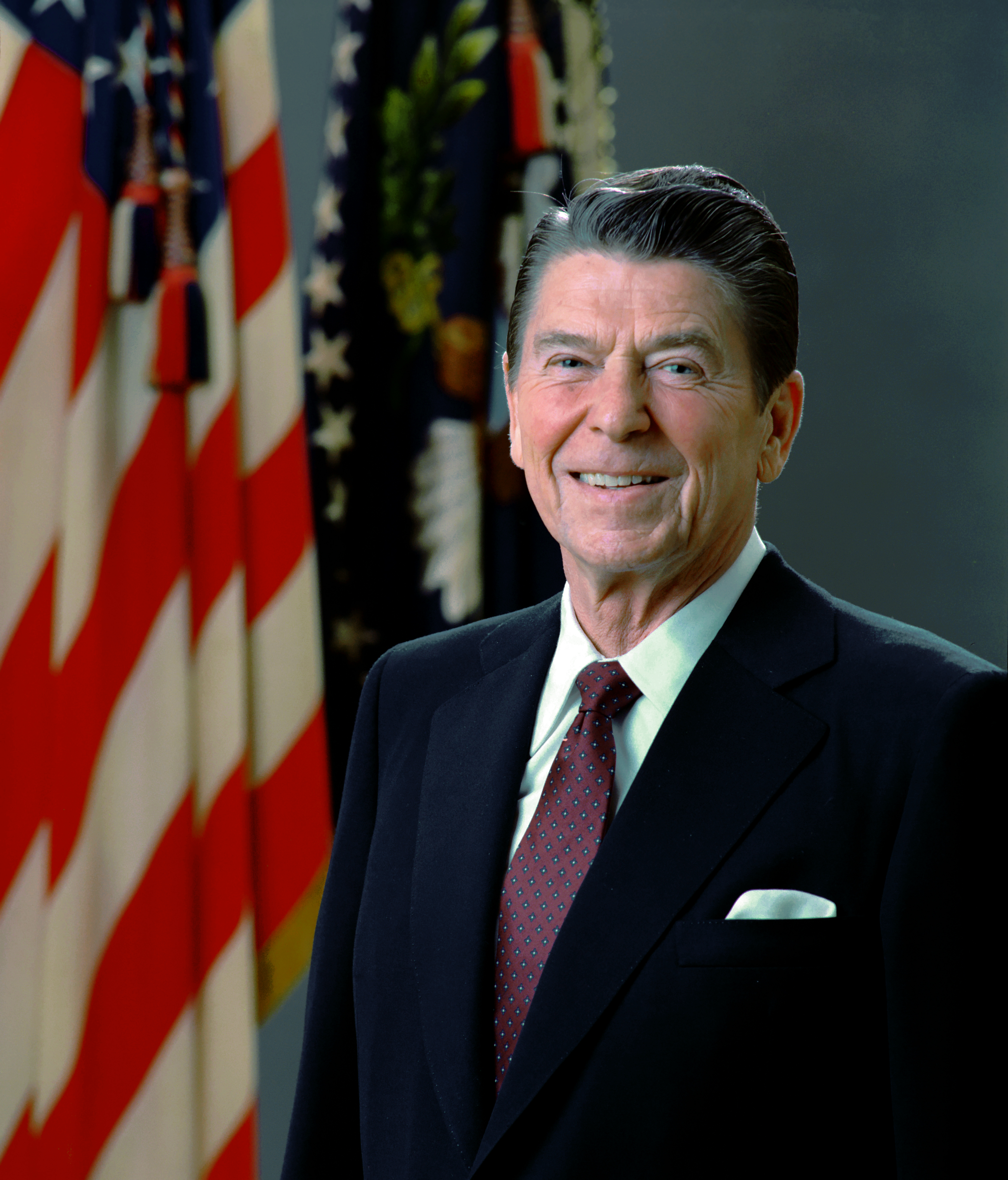
Ronald Reagan en 1981.

Durant ces années, les prix s'envolent, le déficit du budget se creuse, ce qui affecte les programmes de lutte contre la pauvreté dont les budgets sont victimes de l'inflation. Les élus démocrates au Congrès perdent leur majorité face aux conservateurs, qui veulent rogner les dépenses du budget fédéral. L'année 1980 est marquée par la victoire de Ronald Reagan lors de l'élection présidentielle américaine de 1980. Ce contexte qui conduit Shirley Chisholm à s'interroger sur ses capacités à pouvoir encore jouer un rôle en tant que représentante,.

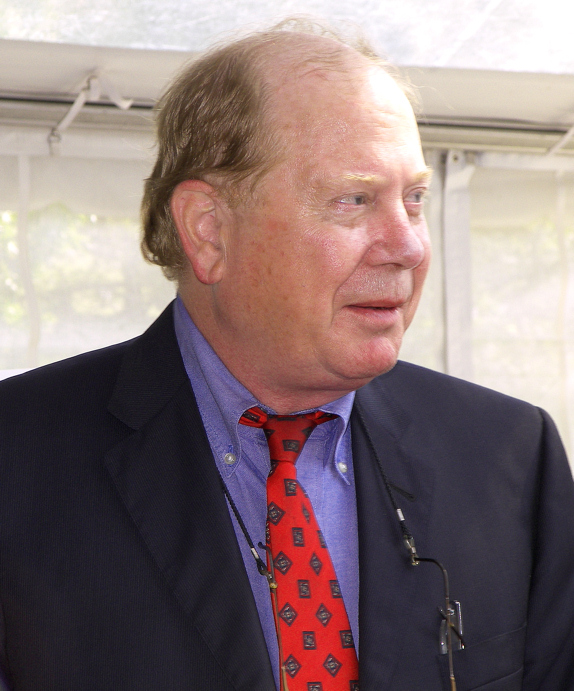
Joseph Ellis.

Elle reprend ses premières aspirations en se tournant vers l'enseignement. Déjà en mai 1981, elle est invitée par le Mount Holyoke College pour faire un discours lors du jour de la remise des diplômes et y recevoir le titre de docteure honoris causa. Bien que Shirley Chisholm ait reçu le titre de docteure honoris causa de la part de plusieurs universités, il demeure que son séjour au Mount Holyoke College, durant le week-end de remise des diplômes, a attiré son attention. Elle se renseigne sur l'histoire de cet établissement universitaire, le plus ancien ouvert aux femmes et dont les présidentes sont toutes des femmes. Au repas de midi, elle fait part au docteur Joseph Ellis, le doyen de l'université, de son projet de quitter la Chambre du Congrès pour revenir dans l'enseignement. Joseph Ellis, après en avoir parlé avec la présidente Elizabeth Topham Kennan (en), lui répond qu'elle serait la bienvenue. Après des échanges de courrier et une visite de confirmation, Shirley Chisholm lui dit qu'elle est prête, et le 10 février 1982, lors d'une conférence de presse, elle annonce qu'elle va mettre fin à ses activités de représentante,,.

#### Professeure d'université et retraite
En 1983, après la fin de son septième mandat de représentante, Shirley Chisholm est embauchée comme professeure titulaire de la chaire Purington pour enseigner la sociologie et la science politique au Mount Holyoke College,.

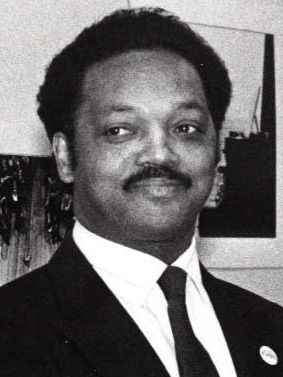
Jesse Jackson en 1988.

Cela dit, Shirley Chisholm ne se coupe pas de la vie politique : « Je n'ai pas l'intention de rester chez moi à faire du tricot ». Ainsi, en 1984, elle participe à la fondation du National Congress of Black Women, puis elle participe à la campagne de Jesse Jackson pour l'élection présidentielle américaine de 1984, puis à celle de l'élection présidentielle américaine de 1988. Puis en 1987, avec l'appui de son amie Donna Brazile, elle se joint à Loretta Ross (en) pour prendre la parole au premier meeting du mouvement des Women of Color and the Reproductive Rights, en 1987. En 1991, Shirley Chisholm se retire à Palm Coast (Floride), où elle donne ponctuellement des conférences et écrit des articles,.

#### Santé déclinante mettant un terme à sa carrière politique
En 1993, le président Bill Clinton lui propose le poste d'ambassadrice des États-Unis à la Jamaïque, mais elle décline l’offre à cause de son état de santé.

#### Postérité
Shirley Chisholm ne voulait pas qu'on se souvienne d'elle comme étant une personnalité politique : « Je ne veux pas qu'on se souvienne de moi comme la première femme noire à être élue au Congrès des États-Unis, même si je le suis. Je ne veux pas qu'on se souvienne de moi comme la première femme qui a montré qu'un Noir peut espérer être un candidat sérieux à la présidence. J'aimerais être connue comme étant un ferment du changement, une femme déterminée, une femme constante dans son combat à la fois pour les femmes et pour les Noirs parce que je suis à la fois une femme et une Noire. ».

### Vie privée
Shirley Chisholm est l'aînée des quatre filles de ses parents, ses trois sœurs étant Odessa, née en 1925, Muriel, née en 1927 puis Selma, née durant la Grande Dépression.
Shirley Chisholm épouse en 1949 Conrad Q. Chisholm. Le couple divorce en 1977 et elle se remarie la même année, le 26 novembre 1977, avec Arthur Hardwick Jr., qu'elle a connu quand ils siégeaient tous les deux à l'Assemblée de l'État de New York. Arthur Hardwick Jr. décède des suites d'un accident de la circulation le 18 août 1986,,,.
En 1991, Shirley Chisholm prend sa retraite en Floride, à Palm Coast,.
Elle meurt le 1er janvier 2005 dans sa résidence d'Ormond Beach, à l’âge de 80 ans, après plusieurs accidents vasculaires cérébraux,. Shirley Chisholm est inhumée au Forest Lawn Cemetery (Buffalo) (en).

## Hommages et distinctions
- 1974 : remise du titre de docteure honoris causa décerné par l'Aquinas College (Michigan) (en)[165].
- 1975 : remise du titre de docteure honoris causa décerné par le Smith College[166].
- 1993 : cérémonie d'admission au National Women's Hall of Fame[167].
- 1996 : remise du titre de docteure honoris causa décerné par l'université Stetson (Floride) (en)[168].
- 2015 : récipiendaire de la médaille présidentielle de la Liberté, décernée à titre posthume par le président Barack Obama[169].
- 2015 : cérémonie d'entrée au National Women's History Museum[170],
- Son nom est proposé en 2015 pour figurer sur le billet de 20 dollars américains[171].
- 2019 : le gouverneur de l'État de New York Andrew Cuomo, annonce la création du Shirley Chisholm State Park, le long des rives de la baie de Jamaica[172].

## Dans la culture cinématographique
En 1986, Shirley Chisholm apparaît dans le film documentaire Women – for America, for the World, récompensé par un Oscar, catégorie « documentaire » en 1987,.
En 2005, la réalisatrice Shola Lynch tourne un documentaire consacré à Shirley Chisholm, Chisholm '72: Unbought and Unbossed, qui sort Shirley Chisholm de l'oubli. Ce film est récompensé par un Peabody Award.
Shirley Chisholm est interprétée par Uzo Aduba dans la série Mrs. America (2020), qui retrace le combat dans les années 1970 autour de l'Equal Rights Amendment (ERA). Le troisième épisode lui est consacré et porte sur la convention démocrate pour l'élection présidentielle de 1972.

## Citations
Shirley Chisholm est connue pour ses remarques cinglantes et humoristiques, parmi lesquelles « If they don't give you a seat at the table, bring a folding chair » (en français : « S’ils ne vous donnent pas de siège à table, apportez une chaise pliante »),, ou encore « Au sujet de mes handicaps, le fait d'être une femme m'a donné plus de fil à retordre pour ma carrière que le fait d'être une Noire », ou après sa campagne pour l'élection présidentielle : « La porte est maintenant ouverte,... mais elle est encore loin », ou encore « Notre société perd énormément de talents parce qu’ils portent une jupe ! », « Vous ne faites pas de progrès en restant sur la touche, en gémissant et en vous plaignant. Vous progressez en mettant en œuvre des idées. », « Ne faites pas la liste de ceux qui vous disent que TU NE PEUX PAS. Écoutez plutôt la voix à l'intérieur de vous-même qui dit, JE PEUX. », « Je ne me suis jamais trop souciée de ce que les gens disent. Ce qui m'intéresse, c'est ce qu'ils font. », « La Constitution rédigée par les Pères fondateurs a été conçue pour protéger les droits des citoyens blancs de sexe masculin. Comme il n'y avait pas de Pères fondateurs noirs, il n'y avait pas non plus de Mères fondatrices - un grand dommage, sur les deux plans. Il n'est pas trop tard pour achever le travail qu'ils n'ont pas fait. Aujourd'hui, ici, nous devrions commencer à le faire. », « Les stéréotypes émotionnels, sexuels et psychologiques au sujet des femmes commencent lorsque le médecin dit : « C'est une fille ».

## Archives
Les archives de Shirley Chisholm sont déposées et consultables à la bibliothèque de l'université Rutgers, dans le New Jersey,, et à la bibliothèque du Brooklyn College de New York.

## Œuvres

### Autobiographie
- Unbought And Unbossed, Boston, Houghton Mifflin, 1er octobre 1970 (réimpr. 2010, 2022), 200 p. (ISBN 9780395109328, lire en ligne).

### Essai politique
- The Good Fight, New York, Harper and Row (réimpr. 2022, 2023) (1re éd. 1 janvier 1973), 238 p. (ISBN 9780060107642, OCLC 468897302, lire en ligne),

### Articles et interviews
- « Racism and Anti-Feminism », The Black Scholar, vol. 1, nos 3/4,‎ janvier- février 1970, p. 40-45 (6 pages) (lire en ligne ),
- « Race, Revolution and Women », The Black Scholar, vol. 3, no 4,‎ décembre 1971, p. 17-21 (5 pages) (lire en ligne ),
- « The Politics of Coalition », The Black Scholar, vol. 4, no 1,‎ septembre 1972, p. 30-32 (3 pages) (lire en ligne ),
- « The Necessity for a New Thrust in Education Today », The Science Teacher, vol. 40, no 5,‎ mai 1973, p. 20-24 (5 pages) (lire en ligne ),
- « The White Press : Racist and Sexist », The Black Scholar, vol. 5, no 1,‎ septembre 1973, p. 20-22 (3 pages) (lire en ligne ),
- « Shirley Chisholm on Community Control », The Clearing House, vol. 48, no 2,‎ octobre 1973, p. 72 (1 page) (lire en ligne ),
- Shirley Chisholm et Mae Dell, « interview: sister shirley says », Off Our Backs, vol. 4, no 4,‎ mars 1974, p. 9, 25 (2 pages) (lire en ligne ),
- « Black Politicians and the American Electorate », The Black Scholar, vol. 7, no 2,‎ octobre 1975, p. 40-42 (3 pages) (lire en ligne ),
- « U.S. Policy and Black Refugees », Issue: A Journal of Opinion, vol. 12, nos 1/2,‎ printemps-été 1982, p. 22-24 (3 pages) (lire en ligne ),
- « Racisme and Anti-Feminism », The Black Scholar, vol. 14, no 5,‎ septembre - octobre 1983, p. 2-7 (6 pages) (lire en ligne )
- Shirley Chisholm et Larry Keeter, « Minority Students At Risk : An Interview with Professor Shirley Chisholm », Journal of Developmental Education, vol. 10, no 3,‎ janvier 1987, p. 18-21 (4 pages) (lire en ligne ),